# HDMI
High-Definition Multimedia Interface, mais conhecido pela sigla HDMI (em português Interface Multimídia de Alta Definição) é uma interface de áudio/vídeo proprietária para transmissão de dados de vídeo não compactados e dados de áudio digital compactados ou não compactados de um dispositivo de origem compatível com HDMI, como um controlador de vídeo, para um monitor de computador compatível, projetor de vídeo, televisão digital ou dispositivo de áudio digital. HDMI é um substituto digital para padrões de vídeo analógico.
HDMI implementa o padrão ANSI/CTA-861, que define formatos e formas de onda de vídeo, transporte de áudio LPCM compactado e descompactado, dados auxiliares e implementações do VESA EDID.(p. III) Os sinais CEA-861 transportados por HDMI são eletricamente compatíveis com os sinais CEA-861 usados pela Interface Visual Digital (DVI). Nenhuma conversão de sinal é necessária, nem há perda de qualidade de vídeo quando um adaptador DVI para HDMI é usado.(§C) O recurso Consumer Electronics Control (CEC) premite que dispositivos HDMI controlem uns aos outros quando necessário e permite ao usuário operar vários dispositivos com um dispositivo portátil controle remoto.(§6.3)
Várias versões de HDMI foram desenvolvidas e implantadas desde o lançamento inicial da tecnologia, introduzindo ocasionalmente novos conectores com formatos menores, mas todas as versões ainda usam a mesma pinagem básica e são compatíveis com todos os tipos de conectores ecabos. Além de melhor capacidade de áudio e vídeo, desempenho, resolução e espaços de cores, as versões mais recentes possuem recursos avançados opcionais, como 3D, conexão de dados Ethernet e extensões CEC.
A produção de produtos HDMI de consumo começou no final de 2003. Na Europa, DVI-HDCP ou HDMI estão incluídos na especificação de rotulagem de loja HD ready para aparelhos de TV para HDTV, formulada pela EICTA com SES Astra em 2005. HDMI começou a aparecer em HDTVs de consumo em 2004 e em filmadoras e câmeras fotográficas digitais em 2006. Em janeiro de 2021, quase 10 bilhões de dispositivos HDMI foram vendidos.

## História
Os fundadores do HDMI foram Hitachi, Panasonic, Philips, Silicon Image, Sony, Thomson e Toshiba. A Digital Content Protection, LLC fornece HDCP (desenvolvido pela Intel para HDMI. HDMI tem o apoio dos produtores de filmes Fox, Universal StudiosUniversal, Warner Bros. e Disney, juntamente com os operadores de sistema DirecTV, EchoStar (Dish Network) e CableLabs.
Os fundadores do HDMI começaram o desenvolvimento do HDMI 1.0 em 16 de abril de 2002, com o objetivo de criar um conector AV compatível com DVI. Na época, DVI-HDCP (DVI com HDCP) e DVI-HDTV (DVI-HDCP usando o padrão de vídeo CEA-861-B) estavam sendo usados em HDTVs. HDMI 1.0 foi projetado para melhorar o DVI-HDTV usando um conector menor e adicionando capacidade de áudio e capacidade Y′CBCR aprimorada e funções de controle de eletrônicos de consumo.
O primeiro Centro de Teste Autorizado (ATC), que testa produtos HDMI, foi inaugurado pela Silicon Image em 23 de junho de 2003, na Califórnia, Estados Unidos. O primeiro ATC no Japão foi inaugurado pela Panasonic em 1º de maio de 2004, em Osaka. O primeiro ATC na Europa foi inaugurado pela Philips em 25 de maio de 2005, em Caen, França. O primeiro ATC na China foi inaugurado pela Silicon Image em 21 de novembro de 2005, em Shenzhen. O primeiro ATC na Índia foi inaugurado pela Philips em 12 de junho de 2008, em Bangalore.  O site HDMI contém uma lista de todos os ATCs.
De acordo com a In-Stat, o número de dispositivos HDMI vendidos foi de 5 milhões em 2004, 17,4 milhões em 2005, 63 milhões em 2006 e 143 milhões em 2007. HDMI se tornou o padrão de fato para HDTVs e, de acordo com a In-Stat, cerca de 90% das televisões digitais em 2007 incluíam HDMI. A In-Stat estimou que 229 milhões de dispositivos HDMI foram vendidos em 2008. Em 8 de abril de 2008, havia mais de 850 empresas de eletrônicos de consumo e PC que adotaram a especificação HDMI (adotantes de HDMI). Em 7 de janeiro de 2009, a HDMI Licensing, LLC anunciou que o HDMI atingiu uma base instalada de mais de 600 milhões de dispositivos HDMI. A In-Stat estimou que 394 milhões de dispositivos HDMI seriam vendidos em 2009 e que todas as televisões digitais até o final de 2009 teriam pelo menos uma entrada HDMI.
Em 28 de janeiro de 2008, a In-Stat informou que se esperava que as remessas de HDMI excedessem as de DVI em 2008, impulsionadas principalmente pelo mercado de eletrônicos de consumo.
Em 2008, a PC Magazine concedeu o Prêmio de Excelência Técnica na categoria Home Theater por uma "inovação que mudou o mundo" na parte CEC da especificação HDMI. Dez empresas receberam o Prêmio Emmy de Tecnologia e Engenharia por seu desenvolvimento de HDMI pela Academia Nacional de Artes e Ciências Televisivas em 7 de janeiro de 2009.
Em 25 de outubro de 2011, o Fórum HDMI foi criado pelos fundadores do HDMI para criar uma organização aberta para que empresas interessadas pudessem participar no desenvolvimento da especificação HDMI. Todos os membros do Fórum HDMI têm direitos iguais de voto, podem participar do Grupo de Trabalho Técnico e, se eleitos, podem fazer parte do Conselho de Administração. Não há limite para o número de empresas permitidas no Fórum HDMI, embora as empresas devam pagar uma taxa anual de US$ 15.000, com uma taxa anual adicional de US$ 5.000 para as empresas que atuam no Conselho de Administração. O Conselho de Administração é composto por 11 empresas eleitas a cada dois anos por votação geral dos membros do Fórum HDMI. Todo o desenvolvimento futuro da especificação HDMI ocorre no Fórum HDMI e é baseado na especificação HDMI 1.4b. Também no mesmo dia, a HDMI Licensing, LLC anunciou que havia mais de 1.100 adotantes de HDMI e que mais de 2 bilhões de produtos habilitados para HDMI foram vendidos desde o lançamento do padrão HDMI. A partir de 25 de outubro de 2011, todo o desenvolvimento da especificação HDMI passou a ser responsabilidade do recém-criado Fórum HDMI.
Em 8 de janeiro de 2013, a HDMI Licensing, LLC anunciou que havia mais de 1.300 adotantes de HDMI e que mais de 3 bilhões de dispositivos HDMI foram vendidos desde o lançamento do padrão HDMI. O dia também marcou o 10º aniversário do lançamento da primeira especificação HDMI.
Em janeiro de 2021, quase 10 bilhões de dispositivos HDMI foram vendidos.

## Especificação
A especificação HDMI define os protocolos, sinais, interfaces elétricas e requisitos mecânicos do padrão.(p. V) A taxa máxima de clock de pixel para HDMI 1.0 é de 165 MHz, o que é suficiente para permitir 1080p e WUXGA (1920×1200) a 60 Hz. HDMI 1.3 aumenta para 340 MHz, o que permite resolução mais alta (como WQXGA, 2560×1600) em um único link digital. Uma conexão HDMI pode ser de link único (tipo A/C/D) ou link duplo (tipo B) e pode ter uma taxa de pixel de vídeo de 25 MHz a 340 MHz (para uma conexão de link único) ou 25 MHz para 680 MHz (para uma conexão de link duplo). Formatos de vídeo com taxas abaixo de 25 MHz (por exemplo, 13,5 MHz para 480i/NTSC) são transmitidos usando um esquema de repetição de pixels.

### Audio/video
HDMI usa os padrões 861 da Consumer Technology Association/Electronic Industries Alliance. HDMI 1.0 para HDMI 1.2a usa o padrão de vídeo EIA/CEA-861-B, HDMI 1.3 usa o padrão de vídeo CEA-861-D e HDMI 1.4 usa o padrão de vídeo CEA-861-E.(p. III) O documento CEA-861-E define "formatos de vídeo e formas de onda; colorimetria e quantização; transporte de áudio compactado e não compactado LPCM; transporte de dados auxiliares; e implementações da Video Electronics Standards Association (VESA) Padrão de dados de identificação de display estendido aprimorado (E-EDID)". Em 15 de julho de 2013, o CEA anunciou a publicação do CEA-861-F, um padrão que pode ser usado por interfaces de vídeo como DVI, HDMI e LVDS. CEA-861-F adiciona a capacidade de transmitir vários formatos de vídeo Ultra HD e espaços de cores adicionais.
Para garantir a compatibilidade básica entre diferentes fontes e monitores HDMI (bem como compatibilidade retroativa com o padrão DVI eletricamente compatível), todos os dispositivos HDMI devem implementar o espaço de cores sRGB a 8 bits por componente.(§6.2.3) A capacidade de usar o espaço de cores Y′CBCR e profundidades de coress mais altas ("cor profunda") é opcional. HDMI permite subamostragem de croma sRGB 4:4:4 (8–16 bits por componente), subamostragem de croma xvYCC 4:4:4 (8-16 bits por componente), subamostragem de croma Y′CBCR 4:4:4 (8–16 bits por componente) ou Y′CBCR subamostragem de croma 4:2:2 (8–12 bits por componente). Os espaços de cores que podem ser usados pelo HDMI são ITU-R BT.601, ITU-R BT.709-5 e IEC 61966-2-4.(§§6.5,6.7.2)
Para áudio digital, se um dispositivo HDMI tiver áudio, é necessário implementar o formato de linha de base: PCM estéreo (não compactado). Outros formatos são opcionais, com HDMI permitindo até 8 canais de áudio não compactado em tamanhos de amostra de 16 bits, 20 bits ou 24 bits, com taxas de amostragem de 32 kHz, 44,1 kHz, 48 kHz, 88,2 kHz, 96 kHz, 176,4 kHz ou 192 kHz.(§7) HDMI também transporta qualquer fluxo de áudio compactado compatível com IEC 61937, como Dolby Digital e DTS, e até 8 canais de áudio DSD de um bit (usado em Super Audio CDs) em taxas de até quatro vezes maiores que do Super CD de Áudio.(§7) Com a versão 1.3, o HDMI permite fluxos de áudio compactados sem perdas Dolby TrueHD e DTS-HD Master Audio.(§7) Tal como acontece com o vídeo Y′CBCR, a capacidade de áudio é opcional. O canal de retorno de áudio (ARC) é um recurso introduzido no padrão HDMI 1.4. "Return" refere-se ao caso em que o áudio vem da TV e pode ser enviado "upstream" para o receptor AV usando o cabo HDMI conectado ao receptor AV. Um exemplo dado no site HDMI é que uma TV que recebe diretamente uma transmissão terrestre/satélite, ou tem uma fonte de vídeo integrada, envia o áudio "upstream" para o receptor AV.
O padrão HDMI não foi projetado para passar dados de legenda oculta (por exemplo, legendas) para a televisão para decodificação. Como tal, qualquer fluxo de legenda oculta deve ser decodificado e incluído como uma imagem no(s) fluxo(s) de vídeo antes da transmissão por um cabo HDMI para aparecer na TV digital. Isto limita o estilo de legenda (mesmo para legendas digitais) apenas ao decodificado na fonte antes da transmissão HDMI. Isso também evita legendas ocultas quando a transmissão via HDMI é necessária para conversão ascendente. Por exemplo, um reprodutor de DVD que envia um formato 720p/1080i aprimorado via HDMI para uma HDTV não tem como transmitir dados de Closed Caption para que a HDTV possa decodificá-los, pois há nenhuma linha 21 VBI nesse formato.

### Canais de comunicação
O HDMI possui três canais de comunicação fisicamente separados, que são DDC, TMDS e o CEC opcional.(§8.1) HDMI 1.4 adicionado ARC e HEC.

#### Display Data Channel (DDC)
O Display Data Channel (DDC) é um canal de comunicação baseado na especificação do barramento I²C. O HDMI exige especificamente que o dispositivo implemente o Enhanced Display Data Channel (E-DDC), que é usado pelo dispositivo de origem HDMI para ler os dados E-EDID do dispositivo coletor HDMI para saber quais formatos de áudio/vídeo ele pode suportar.(§§8.1,CEC-1.2–CEC-1.3) HDMI requer que o E-DDC implemente velocidade de modo padrão I²C (100 kbit/s) e permite opcionalmente implementar velocidade de modo rápido (400 kbit/s).(§4.2.8)
O canal DDC é usado ativamente para High-bandwidth Digital Content Protection (HDCP).

#### Sinalização diferencial minimizada por transição (TMDS)
A Transition-minimized differential signaling (TMDS) em HDMI intercala vídeo, áudio e dados auxiliares usando três tipos diferentes de pacotes, chamados de período de dados de vídeo, período de ilha de dados e período de controle. Durante o período de dados de vídeo, os pixels de uma linha de vídeo ativa são transmitidos. Durante o período de ilha de dados (que ocorre durante os intervalos de supressão horizontal e vertical), os dados de áudio e auxiliares são transmitidos dentro de uma série de pacotes. O período de controle ocorre entre os períodos de ilha de vídeo e de dados.(§5.1.2)
Tanto HDMI quanto DVI usam TMDS para enviar caracteres de 10 bits que são codificados usando a codificação 8b/10b que difere do formato IBM original para o período de dados de vídeo e da codificação 2b/10b para o período de controle. HDMI adiciona a capacidade de enviar dados auxiliares e de áudio usando codificação 4b/10b para o período de ilha de dados. Cada período de ilha de dados tem 32 pixels de tamanho e contém um cabeçalho de pacote de 32 bits, que inclui 8 bits de dados de paridade BCH ECC para correção de erros e descreve o conteúdo do pacote. Cada pacote contém quatro subpacotes, e cada subpacote tem 64 bits de tamanho, incluindo 8 bits de dados de paridade BCH ECC, permitindo que cada pacote carregue até 224 bits de dados de áudio. Cada período de ilha de dados pode conter até 18 pacotes. Sete dos 15 tipos de pacotes descritos nas especificações HDMI 1.3a tratam de dados de áudio, enquanto os outros 8 tipos tratam de dados auxiliares. Entre estes estão o pacote de controle geral e o pacote de metadados de gama. O pacote de controle geral carrega informações sobre AVMUTE (que silencia o áudio durante alterações que podem causar ruído de áudio) e profundidade de cor (que envia a profundidade de bits do fluxo de vídeo atual e é necessária para cores profundas). O pacote de metadados de gama transporta informações sobre o espaço de cores usado para o fluxo de vídeo atual e é necessário para xvYCC.(§§5.2–5.3,6.5.3,6.7.2,6.7.3)

#### Consumer Electronics Control (CEC)
Consumer Electronics Control (CEC) é um recurso HDMI projetado para permitir ao usuário comandar e controlar até 15 dispositivos habilitados para CEC, que são conectados através de HDMI, usando apenas um de seus controles remotos (por exemplo controlando um aparelho de televisão, um decodificador e um reprodutor de DVD usando apenas o controle remoto da TV). O CEC também permite que dispositivos individuais habilitados para CEC comandem e controlem uns aos outros sem intervenção do usuário.(§CEC-3.1)
É um barramento serial bidirecional de um fio baseado no protocolo AV.link padrão CENELEC para executar funções de controle remoto. A fiação CEC é obrigatória, embora a implementação de CEC em um produto seja opcional.(§8.1) Foi definido na Especificação HDMI 1.0 e atualizado em HDMI 1.2, HDMI 1.2a e HDMI 1.3a (que adicionou comandos de timer e áudio ao barramento).(§§CEC-1.2,CEC-1.3,CEC-3.1,CEC-5) Existem adaptadores USB para CEC que permitem que um computador controle dispositivos habilitados para CEC.

#### Ethernet HDMI e canal de retorno de áudio
Introduzido no HDMI 1.4, o HDMI Ethernet e o Audio Return Channel (HEAC) adicionam um link de comunicação de dados bidirecional (HEC) de alta velocidade e a capacidade de enviar dados de áudio upstream para o dispositivo de origem (ARC). HEAC utiliza duas linhas do conector: o pino reservado anteriormente não utilizado (chamado HEAC+) e o pino Hot Plug Detect (chamado HEAC−).(§HEAC-2.1) Se apenas a transmissão ARC for necessária, um sinal de modo único usando a linha HEAC+ pode ser usado, caso contrário, HEC é transmitido como um sinal diferencial sobre o par de linhas, e ARC como um componente de modo comum de o par.(§HEAC-2.2)

Audio Return Channel (ARC)
ARC é um link de áudio destinado a substituir outros cabos entre a TV e o receptor A/V ou sistema de alto-falantes. Esta direção é utilizada quando a TV é quem gera ou recebe o stream de vídeo ao invés dos demais equipamentos. Um caso típico é a execução de um aplicativo em uma smart TV como a Netflix, mas a reprodução do áudio é feita pelos demais equipamentos. Sem ARC, a saída de áudio da TV deve ser direcionada por outro cabo, normalmente TOSLink ou RCA, para o sistema de alto-falantes.

HDMI Ethernet Channel (HEC)
A tecnologia HDMI Ethernet Channel consolida fluxos de vídeo, áudio e dados em um único cabo HDMI, e o recurso HEC permite aplicativos baseados em IP sobre HDMI e fornece comunicação Ethernet bidirecional a 100 Mbit/s. A camada física da implementação Ethernet utiliza um híbrido para enviar e receber simultaneamente sinais atenuados do tipo 100BASE-TX através de um único par trançado.

### Compatibilidade com DVI

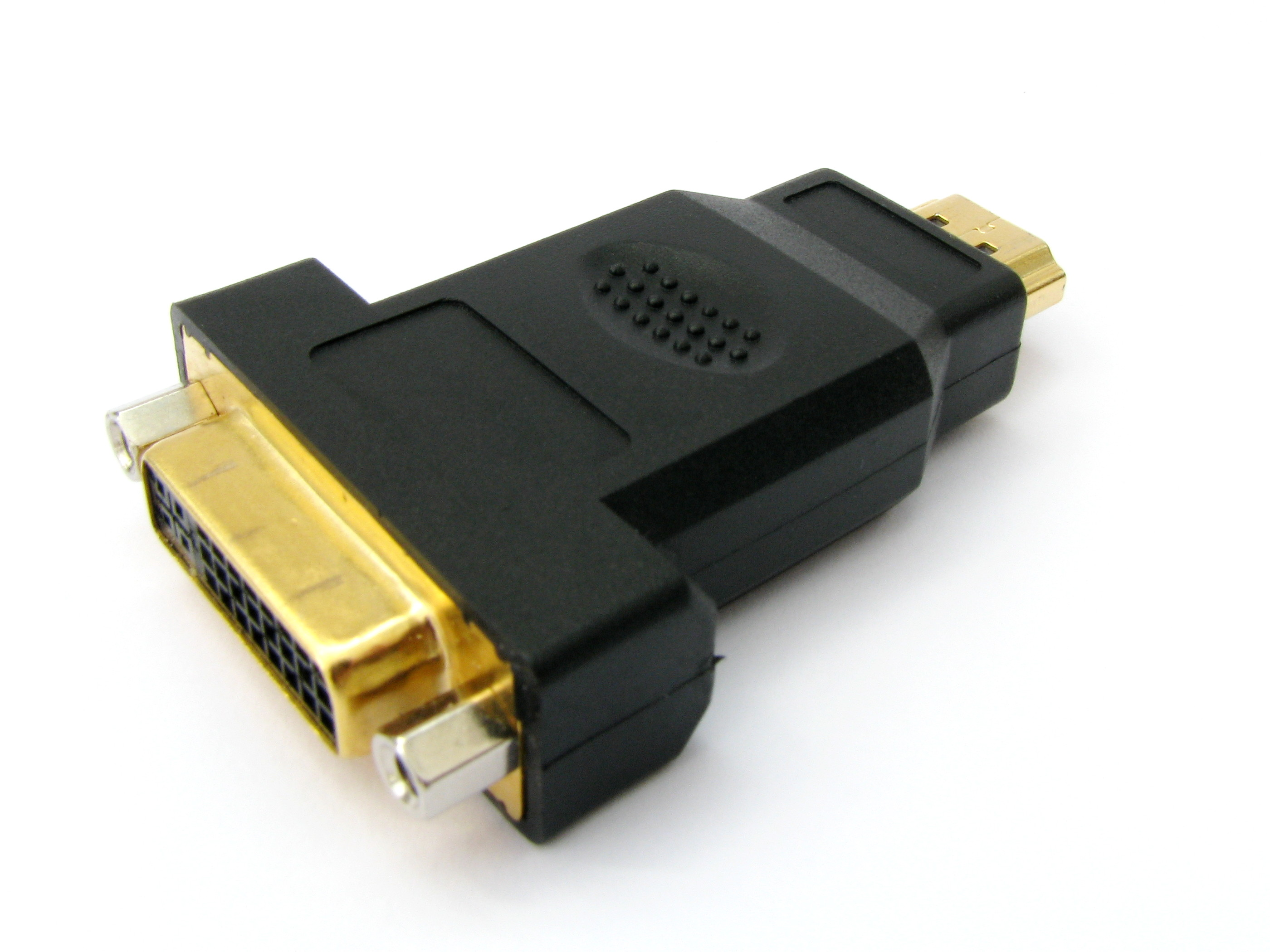
Um adaptador com conectores HDMI (macho, direito) e DVI (fêmea, esquerdo)

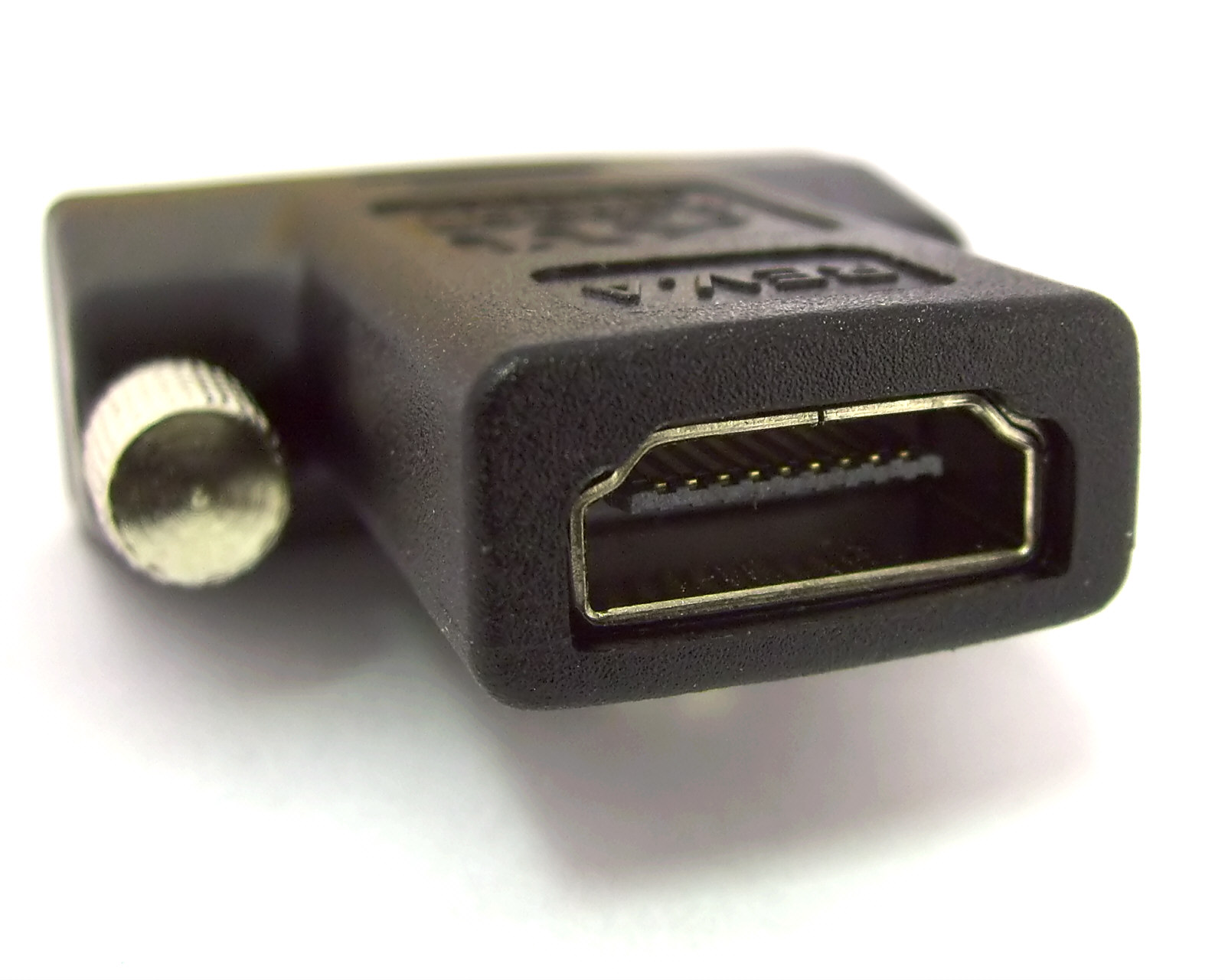
Um adaptador com conectores DVI (macho, traseiro, não visível) e HDMI (fêmea, frontal)

HDMI é compatível com versões anteriores de vídeo digital de interface visual digital de link único (DVI-D ou DVI-I, mas não DVI-A ou DVI de link duplo). Nenhuma conversão de sinal é necessária quando um adaptador ou cabo assimétrico é usado, portanto não há perda de qualidade de vídeo.(appx. C)
Do ponto de vista do usuário, um monitor HDMI pode ser controlado por uma fonte DVI-D de link único, uma vez que HDMI e DVI-D definem um conjunto mínimo sobreposto de resoluções permitidas e formatos de buffer de quadro para garantir um nível básico de interoperabilidade. No caso inverso, um monitor DVI-D tem o mesmo nível de interoperabilidade básica, a menos que a proteção de conteúdo com proteção de conteúdo digital de alta largura de banda (HDCP) interfira - ou a codificação de cores HDMI esteja no espaço de cores do componente Y′CBCR em vez de RGB, o que não é possível em DVI. Uma fonte HDMI, como um reprodutor Blu-ray, pode exigir um monitor compatível com HDCP e recusar a saída de conteúdo protegido por HDCP para um monitor não compatível. Uma complicação adicional é que há uma pequena quantidade de equipamentos de exibição, como alguns projetores de home theater de última geração, projetados com entradas HDMI, mas não compatíveis com HDCP.
Qualquer adaptador DVI para HDMI pode funcionar como um adaptador HDMI para DVI (e vice-versa). Normalmente, a única limitação é o gênero dos conectores do adaptador e o gênero dos cabos e soquetes com os quais ele é usado.
Recursos específicos para HDMI, como controle remoto e transporte de áudio, não estão disponíveis em dispositivos que usam sinalização DVI-D herdada. No entanto, muitos dispositivos têm saída HDMI através de um conector DVI (por exemplo, placas de vídeo ATI série 3000 e NVIDIA GTX série 200),(appx. C) e alguns monitores multimídia podem aceitar HDMI (incluindo áudio) através de uma entrada DVI. Os recursos exatos além da compatibilidade básica variam. Os adaptadores geralmente são bidirecionais.

### Proteção de conteúdo (HDCP)
A proteção de conteúdo digital de alta largura de banda (HDCP) é uma forma mais recente de gerenciamento de direitos digitais. A Intel criou a tecnologia original para garantir que o conteúdo digital seguisse as diretrizes estabelecidas pelo grupo Digital Content Protection.
HDMI pode usar HDCP para criptografar o sinal, se exigido pelo dispositivo de origem. CSS, CPRM e AACS exigem o uso de HDCP em HDMI ao reproduzir DVD de vídeo, DVD de áudio, HD DVD e disco Blu-ray criptografados. O bit repetidor HDCP controla a autenticação e comutação/distribuição de um sinal HDMI. De acordo com a especificação HDCP 1.2 (começando com HDMI CTS 1.3a), qualquer sistema que implemente HDCP deve fazê-lo de maneira totalmente compatível. O teste HDCP, que antes era apenas um requisito para testes opcionais, como o programa de testes "Simplay HD", agora faz parte dos requisitos para conformidade com HDMI.(§9.2) O HDCP acomoda até 127 dispositivos conectados com até 7 níveis, usando uma combinação de fontes, coletores e repetidores. Um exemplo simples disso são vários dispositivos HDMI conectados a um receptor HDMI AV que está conectado a um monitor HDMI.
Dispositivos chamados strippers HDCP podem remover as informações HDCP do sinal de vídeo para que o vídeo possa ser reproduzido em monitores não compatíveis com HDCP, embora um formulário de uso justo e não divulgação geralmente deva ser assinado com uma agência de registro antes do uso.

### Conectores

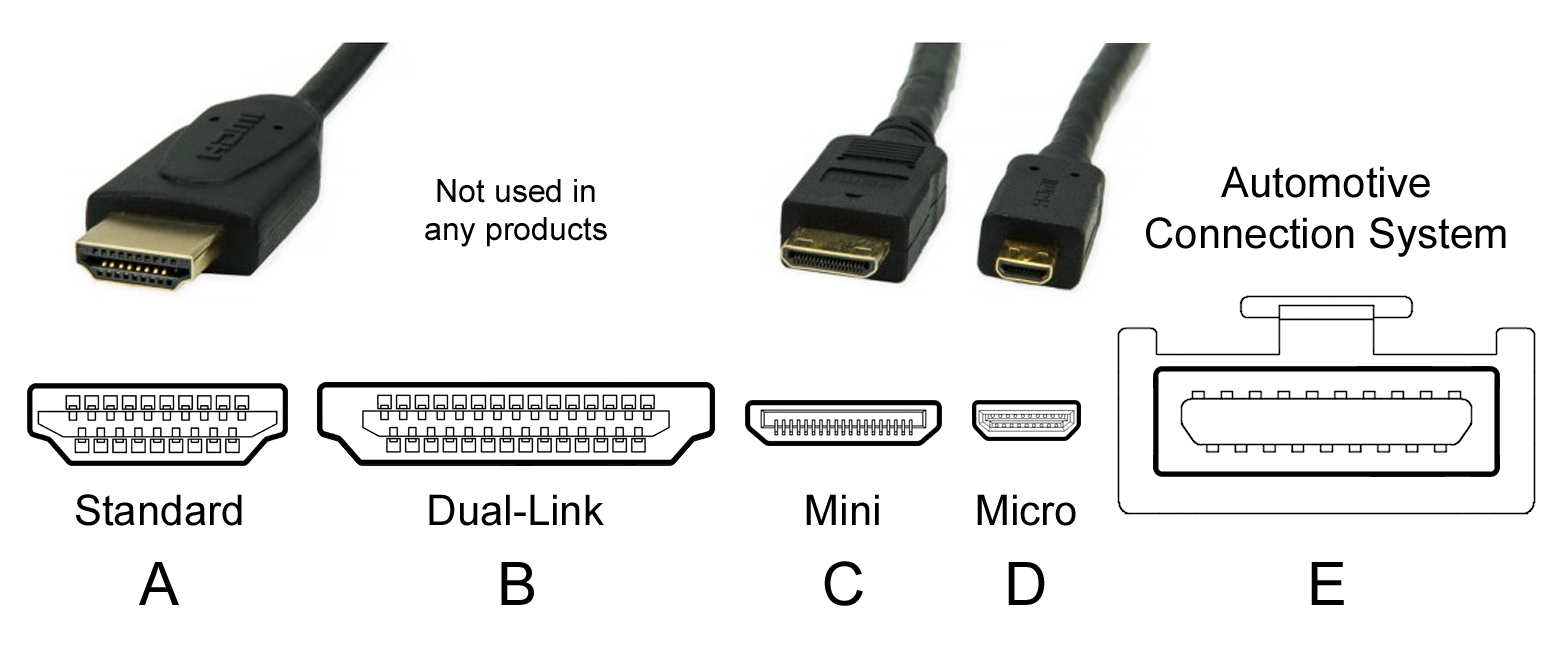
Tipos de conectores para HDMI

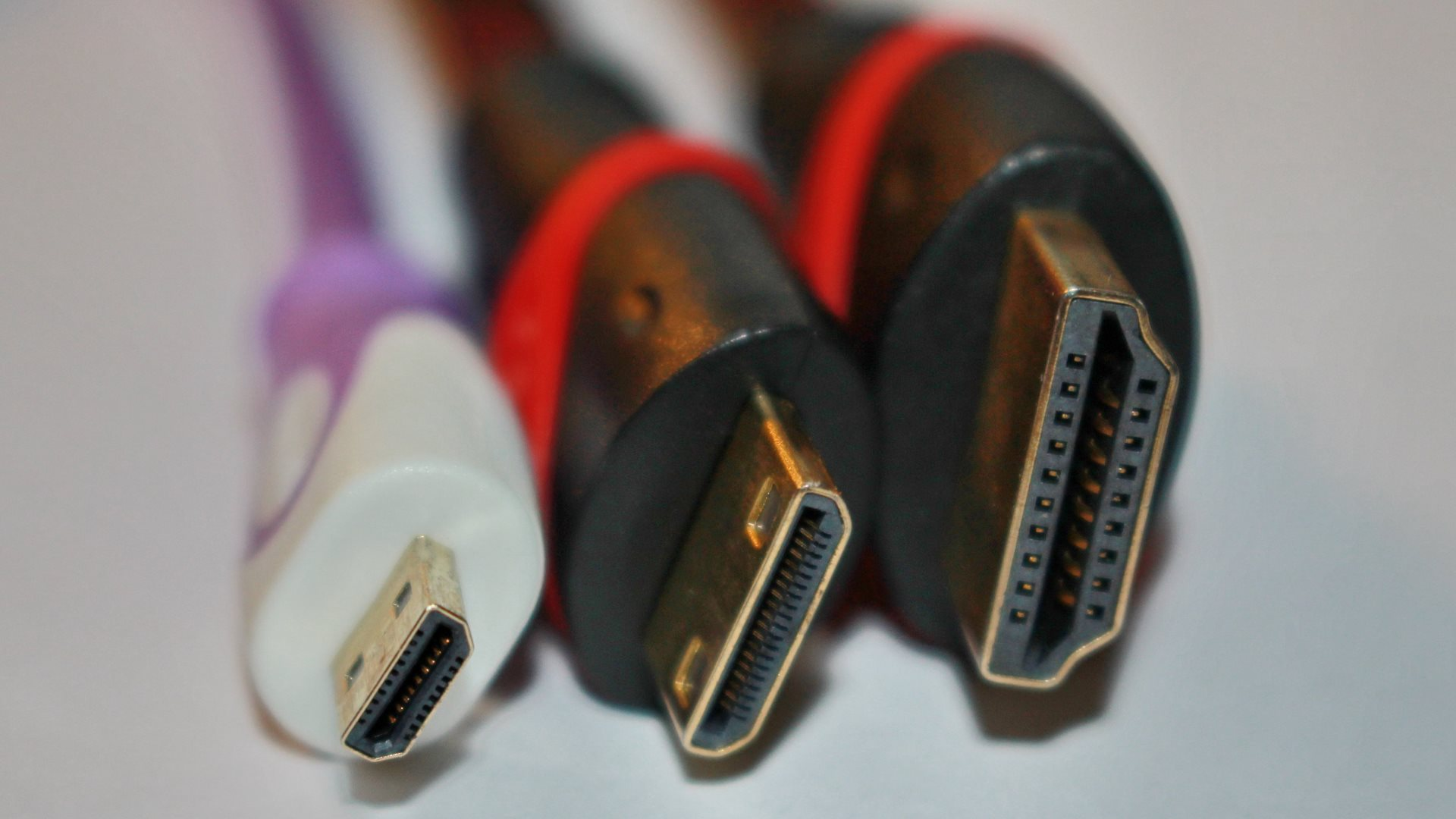
Plugues do conector HDMI (macho): Tipo D (Micro), Tipo C (Mini) e Tipo A

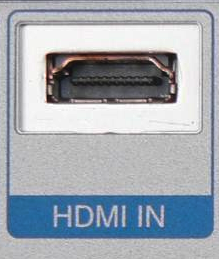
Receptáculo HDMI tipo A

Existem cinco tipos de conectores HDMI. Os tipos A/B são definidos na especificação HDMI 1.0, o tipo C é definido na especificação HDMI 1.3 e os tipos D/E são definidos na especificação HDMI 1.4.

Tipo AAs dimensões externas do conector plug (macho) são 13,9 mm × 4,45 mm, e as dimensões internas do conector receptáculo (fêmea) são 14 mm × 4,55 mm.(§4.1.9.2) Existem 19 pinos, com largura de banda para transportar todos os modos SDTV, EDTV, HDTV, UHD e 4K.(§6.3) É eletricamente compatível com DVI-D single-link.(§4.1.3)
Tipo BEste conector tem 21,2 mm × 4,45 mm e 29 pinos, transportando seis pares diferenciais em vez de três, para uso com monitores de altíssima resolução como WQUXGA (3840 × 2400). É eletricamente compatível com DVI-D dual-link, mas em agosto de 2021 ainda não foi usado em nenhum produto. Com a introdução do HDMI 1.3, a largura de banda máxima do HDMI de link único excedeu a do DVI-D dual-link. A partir do HDMI 1.4, a frequência de cruzamento da taxa de clock de pixel de link único para link duplo não foi definida.(§§4.1.3,4.1.9.4)
Tipo CEste conector Mini é menor que o plugue tipo A, medindo 10,42 mm × 2,42 mm, mas tem a mesma configuração de 19 pinos.(§§4.1.9.4,4.1.9.6) Destina-se a dispositivos portáteis.(§4.1.1) As diferenças são que todos os sinais positivos dos pares diferenciais são trocados com sua blindagem correspondente, o aterramento DDC/CEC é atribuído ao pino 13 em vez do pino 17, o CEC é atribuído ao pino 14 em vez do pino 13, e o pino reservado é 17 em vez do pino 14.(§4.1.10.5) O mini conector tipo C pode ser conectado a um conector tipo A usando um conector tipo A para tipo C cabo.(§4.1.1)

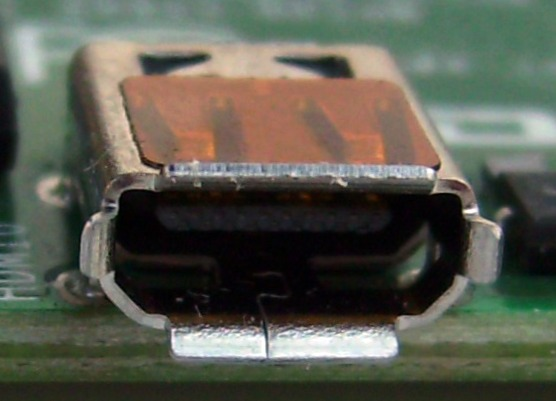
Receptáculo micro HDMI

Tipo DEste micro conector reduz o tamanho do conector para algo semelhante a um conector micro-USB, medindo apenas 5,83 mm × 2,20 mm(fig. 4.1.9.8) Para efeito de comparação, um conector micro-USB tem 6,85 mm × 1,8 mm e um conector USB Tipo A tem 11,5 mm × 4,5 mm. Ele mantém os 19 pinos padrão dos tipos A e C, mas a atribuição dos pinos é diferente de ambos.
Tipo EO Automotive Connection System possui uma aba de travamento para evitar que o cabo vibre solto e uma carcaça para ajudar a evitar que umidade e sujeira interfiram nos sinais.
O modo alternativo HDMI permite que o usuário conecte o conector USB-C reversível aos dispositivos de fonte HDMI (celular, tablet, laptop). Este cabo se conecta a dispositivos de exibição/dissipadores de vídeo usando qualquer um dos conectores HDMI nativos. Este é um cabo HDMI, neste caso um cabo USB-C para HDMI.

### Cabos

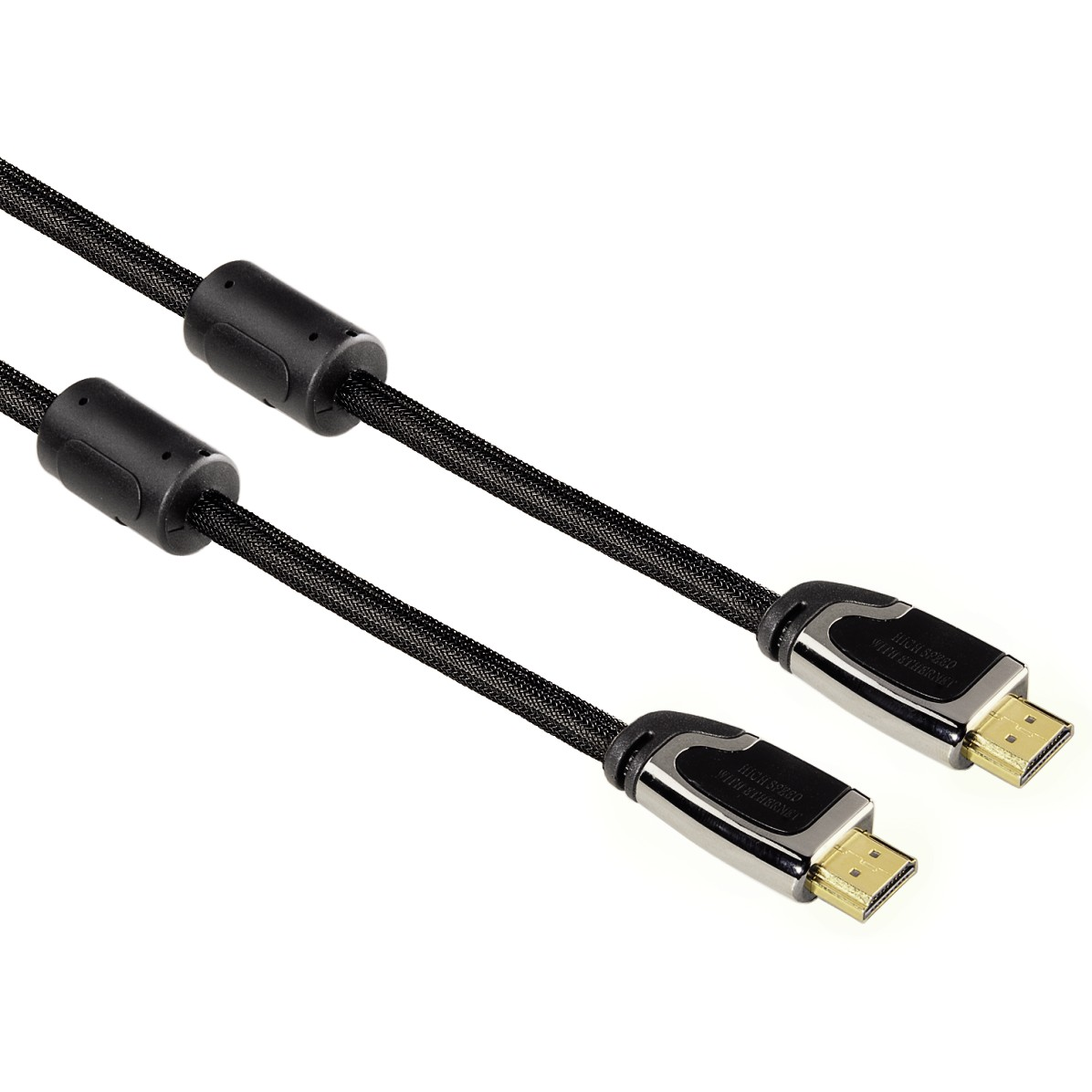
Um cabo HDMI padrão

Um cabo HDMI é composto por quatro pares trançados blindados, com impedância da ordem de 100 Ω (±15%), mais sete condutores separados. Os cabos HDMI com Ethernet diferem porque três dos condutores separados formam um par trançado blindado adicional (com o aterramento CEC/DDC como blindagem).(§HEAC-2.9)
Embora nenhum comprimento máximo para um cabo HDMI seja especificado, a atenuação do sinal (dependendo da qualidade de construção do cabo e dos materiais condutores) limita os comprimentos utilizáveis na prática e a certificação é difícil de obter para comprimentos superiores a 13 m. HDMI 1.3 define duas categorias de cabos: cabos certificados de categoria 1, que foram testados em 74,25 MHz (que incluiriam resoluções como 720p60 e 1080i60), e cabos certificados de categoria 2, que foram testados em 340 MHz (que incluiria resoluções como 1080p60 e 4K30).(§4.2.6) Os cabos HDMI Categoria 1 são comercializados como "Padrão" e os cabos HDMI Categoria 2 como "Alta Velocidade". Esta diretriz de rotulagem para cabos HDMI entrou em vigor em 17 de outubro de 2008. Os cabos das categorias 1 e 2 podem atender às especificações de parâmetros exigidas para inclinação entre pares, diafonia distante, atenuação e impedância diferencial, ou eles podem atender aos requisitos de diagrama de olho não equalizado/equalizado.(§4.2.6) Um cabo de cerca de 5 metros (16 pés) pode ser fabricado de acordo com as especificações da Categoria 1 de maneira fácil e barata usando condutores 28 AWG (0,081 mm2) Com construção e materiais de melhor qualidade, incluindo condutores 24 AWG (0,205 mm 2), um cabo HDMI pode atingir comprimentos de até 15 metros (49 pés). Muitos cabos HDMI com menos de 5 metros de comprimento fabricados antes da especificação HDMI 1.3 podem funcionar como cabos de Categoria 2, mas apenas os cabos testados para Categoria 2 têm garantia de funcionamento para fins de Categoria 2.
A partir da especificação HDMI 1.4, os seguintes tipos de cabos são definidos para HDMI em geral:
- Cabo HDMI padrão –  até 1080i e 720p
- Cabo HDMI padrão com Ethernet
- Cabo HDMI automotivo padrão
- Cabo HDMI de alta velocidade –  1080p, 4K 30 Hz, 3D e cores profundas
- Cabo HDMI de alta velocidade com Ethernet

Um novo programa de certificação foi introduzido em outubro de 2015 para certificar que os cabos funcionam na largura de banda máxima de 18 Gbit/s da especificação HDMI 2.0. Além de expandir o conjunto de requisitos de teste de cabos, o programa de certificação introduz um teste EMI para garantir que os cabos minimizem a interferência com sinais sem fio. Esses cabos são marcados com uma etiqueta de autenticação antifalsificação e são definidos como:
- Cabo HDMI Premium de alta velocidade
- Cabo HDMI Premium de alta velocidade com Ethernet

Em conjunto com a especificação HDMI 2.1, uma terceira categoria de cabo foi anunciada em 4 de janeiro de 2017, chamada "48G". Também conhecido como HDMI Categoria 3 ou HDMI "Ultra High Speed", o cabo foi projetado para suportar a largura de banda de 48 Gbit/s do HDMI 2.1, suportando 4K, 5K, 8K e 10K a 120 Hz. O cabo é compatível com versões anteriores de dispositivos HDMI anteriores, usando conectores HDMI tipo A, C e D existentes, e inclui HDMI Ethernet.
- Cabo HDMI de ultra alta velocidade (cabo 48G) – 4K, 5K, 8K e 10K a 120 Hz

### Extensores
Um extensor HDMI é um único dispositivo (ou par de dispositivos) alimentado por uma fonte de alimentação externa ou com 5 V DC da fonte HDMI. Cabos longos podem causar instabilidade do HDCP e piscar na tela, devido ao sinal DDC enfraquecido que o HDCP requer. Os sinais HDCP DDC devem ser multiplexados com sinais de vídeo TMDS para atender aos requisitos HDCP para extensores HDMI baseados em um único cabo Categoria 5/Categoria 6. Várias empresas oferecem amplificadores, equalizadores e repetidores que pode conectar vários cabos HDMI padrão. Os cabos HDMI ativos usam componentes eletrônicos dentro do cabo para aumentar o sinal e permitir cabos HDMI de até 30 metros (98 pés); aqueles baseados em HDBaseT podem se estender até 100 metros; Os extensores HDMI baseados em cabos duplos Categoria 5/Categoria 6 podem estender o HDMI até 250 metros (820 pés); enquanto os extensores HDMI baseados em fibra óptica podem estender o HDMI até 300 metros (980 pés)..

### Licenciamento
A especificação HDMI não é um padrão aberto; os fabricantes precisam ser licenciados pela HDMI LA para implementar HDMI em qualquer produto ou componente. As empresas licenciadas pela HDMI LA são conhecidas como adotantes de HDMI.
DVI é a única interface que não requer licença para interface HDMI.[carece de fontes?]

#### Adotantes de HDMI
Embora versões anteriores das especificações HDMI estejam disponíveis ao público para download, apenas os adotantes têm acesso aos padrões mais recentes (HDMI 1.4b/2.1). Somente os adotantes têm acesso à especificação de teste de conformidade (CTS) usada para conformidade e certificação. Testes de conformidade são necessários antes que qualquer produto HDMI possa ser vendido legalmente.
- Os adotantes têm direitos de PI sob o Acordo do Adotante.
- Os adotantes recebem o direito de usar logotipos e TMs HDMI em seus produtos e materiais de marketing.
- Os adotantes estão listados no site HDMI.
- Os produtos dos adotantes são listados e comercializados no banco de dados oficial do localizador de produtos HDMI.
- Os adotantes recebem mais exposição por meio de marketing combinado, como a Conferência Anual de Desenvolvedores HDMI e seminários de tecnologia.

#### Estrutura de taxas HDMI
Existem duas estruturas de taxas anuais associadas à adoção de HDMI:
- HContrato de adoção de HDMI de alto volume (mais de 10.000 unidades) –  US$ 10.000 por ano.[90]
- Contrato de adoção de HDMI de baixo volume (10.000 unidades ou menos)  –  US$ 5.000 mais uma taxa fixa de administração de US$ 1 por unidade.[90]

A taxa anual é devida no momento da assinatura do Contrato de Adotante e deverá ser paga no aniversário desta data todos os anos seguintes.
A estrutura da taxa de royalties é a mesma para todos os volumes. O seguinte royalty variável por unidade é baseado no dispositivo e não depende do número de portas, chips ou conectores:
- US$ 0,15  –  para cada produto licenciado pelo usuário final[90]
- US$ 0,05  –  se o logotipo HDMI for usado no produto e no material promocional, a taxa por unidade cai de US$ 0,15 para US$ 0,05.[90]
- US$ 0,04  –  se HDCP for implementado e o logotipo HDMI for usado, a taxa por unidade cai de US$ 0,05 para US$ 0,04.[90]

O uso do logotipo HDMI requer testes de conformidade. Os adotantes precisam licenciar o HDCP separadamente.
Os royalties de HDMI só são devidos sobre produtos licenciados que serão vendidos de forma independente (ou seja, que não sejam incorporados a outro produto licenciado que esteja sujeito a royalties de HDMI). Por exemplo, se um cabo ou IC for vendido a um adoptante que o inclua numa televisão sujeita a royalties, então o fabricante do cabo ou IC não pagará royalties e o fabricante da televisão pagará os royalties sobre o produto final. Se o cabo for vendido diretamente aos consumidores, ele estará sujeito a royalties.

## Versões
Os dispositivos HDMI são fabricados para atender a várias versões da especificação, em que cada versão recebe um número ou letra, como 1.0, 1.2 ou 1.4b.(p. III) Cada versão subsequente da especificação utiliza o mesmo tipo de cabo, mas aumenta a largura de banda ou as capacidades do que pode ser transmitido pelo cabo.(p. III) Um produto listado como tendo uma versão HDMI não significa necessariamente que ele tenha todos os recursos dessa versão, uma vez que alguns recursos HDMI são opcionais, como deep color e xvYCC (que é marcado pela Sony como "xvColor"). Desde o lançamento do HDMI 1.4, o HDMI Licensing Administrator, Inc. (que supervisiona o padrão HDMI) proibiu o uso de números de versão para identificar cabos. Os produtos HDMI sem cabo, a partir de 1º de janeiro de 2012, não poderão mais fazer referência ao número HDMI e deverão indicar quais recursos da especificação HDMI o produto implementa.

### Version 1.0
HDMI 1.0 foi lançado em 9 de dezembro de 2002 e é uma interface de conector de áudio/vídeo digital de cabo único. A arquitetura do link é baseada em DVI, usando exatamente o mesmo formato de transmissão de vídeo, mas enviando áudio e outros dados auxiliares durante os intervalos de apagamento do fluxo de vídeo. HDMI 1.0 permite um clock TMDS máximo de 165 MHz (largura de banda de 4,95 Gbit/s por link), o mesmo que DVI. Ele define dois conectores chamados Tipo A e Tipo B, com pinagens baseadas nos conectores Single-Link DVI-D e Dual-Link DVI-D respectivamente, embora o conector Tipo B nunca tenha sido usado em nenhum produto comercial. HDMI 1.0 usa codificação TMDS para transmissão de vídeo, proporcionando 3,96 Gbit/s de largura de banda de vídeo (1920 × 1080 ou 1920 × 1200 a 60 Hz) e áudio LPCM/192 kHz/24 bits de 8 canais. HDMI 1.0 requer suporte para vídeo RGB, com suporte opcional para Y′CBCR 4:4:4 e 4:2:2 (obrigatório se o dispositivo tiver suporte para Y′CBCR em outras interfaces). Profundidade de cor de 10 bpc (30 bits/px) ou 12 bpc (36 bits/px) é permitida ao usar subamostragem 4:2:2, mas apenas profundidade de cor de 8 bpc (24 bits/px) é permitida ao usar RGB ou Y′CBCR 4:4:4. Somente a Rec. 601 e Rec. 709 espaços de cores são suportados. HDMI 1.0 permite apenas formatos de vídeo específicos predefinidos, incluindo todos os formatos definidos em EIA/CEA-861-B e alguns formatos adicionais listados na própria especificação HDMI. Todas as fontes/sinks HDMI também devem ser capazes de enviar/receber vídeo DVI Single-Link nativo e ser totalmente compatíveis com a especificação DVI.

### Version 1.1
HDMI 1.1 foi lançado em 20 de maio de 2004 e adicionou suporte para DVD-Áudio.

### Version 1.2
HDMI 1.2 foi lançado em 8 de agosto de 2005, e adicionou a opção de One Bit Audio, usada em Super Audio CDs, em até 8 canais. Para tornar o HDMI mais adequado para uso em dispositivos de PC, a versão 1.2 também removeu o requisito de uso apenas de formatos explicitamente suportados. Ele adicionou a capacidade dos fabricantes de criar formatos específicos do fornecedor, permitindo qualquer resolução e taxa de atualização arbitrárias, em vez de ficarem limitados a uma lista predefinida de formatos suportados. Além disso, adicionou suporte explícito para vários novos formatos, incluindo 720p a 100 e 120 Hz e relaxou os requisitos de suporte ao formato de pixel para que fontes com apenas saída RGB nativa (fontes de PC) não fossem obrigadas a suportar saída Y′CBCR.(§6.2.3)
HDMI 1.2a foi lançado em 14 de dezembro de 2005 e especifica totalmente os recursos de Consumer Electronics Control (CEC), conjuntos de comandos e testes de conformidade CEC.

### Version 1.3
HDMI 1.3 foi lançado em 22 de junho de 2006 e aumentou o clock máximo do TMDS para 340 MHz (10,2 Gbit/s). Como as versões anteriores, ele usa codificação TMDS, proporcionando uma largura de banda de vídeo máxima de 8,16 Gbit/s (suficiente para 1920 × 1080 a 144 Hz ou 2560 × 1440 a 75 Hz). Ele adicionou suporte para profundidade de cor de 10 bpc, 12 bpc e 16 bpc (30, 36 e 48 bits/px), chamada deep color. Também adicionou suporte para o xvYCC espaço de cores, além dos espaços de cores ITU-R BT.601 e BT.709 suportados por versões anteriores, e adicionou a capacidade de transportar metadados que definem os limites da gama de cores. Ele também permite opcionalmente a saída de fluxos Dolby TrueHD e DTS-HD Master Audio para decodificação externa por receptores AV. Ele incorpora capacidade de sincronização automática de áudio (sincronização de áudio e vídeo). Definiu cabos de categorias 1 e 2, com cabos de categoria 1 sendo testados até 74,25 MHz e cabos de categoria 2 sendo testados até 340 MHz.(§4.2.6) Também foi adicionado o novo conector HDMI Tipo C "Mini" para dispositivos portáteis.(§4.1.1)
HDMI 1.3a foi lançado em 10 de novembro de 2006 e teve modificações de cabo e coletor para HDMI Tipo C, recomendações de terminação de fonte e remoção de undershoot e limites máximos de tempo de subida/descida. Ele também alterou os limites de capacitância CEC, e os comandos CEC para controle do temporizador foram trazidos de volta de uma forma alterada, com comandos de controle de áudio adicionados. Ele também adicionou a capacidade opcional de transmitir SACD em seu formato bitstream DST em vez de DSD bruto não compactado. HDMI 1.3a está disponível para download gratuito, após registro.

### Version 1.4

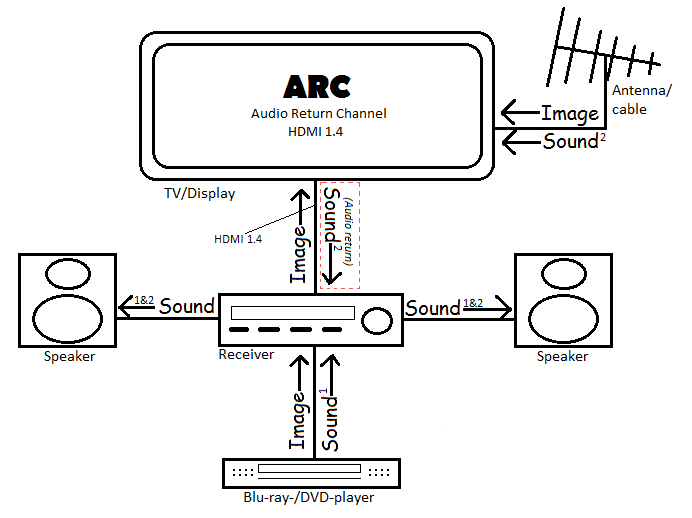
HDMI 1.4 com canal de retorno de áudio

HDMI 1.4 foi lançado em 5 de junho de 2009 e chegou ao mercado pela primeira vez após o segundo trimestre de 2009. Mantendo a largura de banda da versão anterior, HDMI 1.4 definiu tempos padronizados para usar para 4096 × 2160 em 24 Hz, 3840 × 2160 a 24, 25 e 30 Hz, e suporte explícito adicionado para 1920 × 1080 a 120 Hz com temporizações CTA-861.(§6.3.2) Também adicionou um Canal Ethernet HDMI (HEC) que acomoda uma conexão Ethernet de 100 Mbit/s entre os dois dispositivos conectados por HDMI para que eles possam compartilhar uma conexão com a Internet, introduziu um canal de retorno de áudio (ARCO), 3D Over HDMI, um novo conector Micro HDMI, um conjunto expandido de espaços de cores com a adição de sYCC601, Adobe RGB e Adobe YCC601 e um sistema de conexão automotiva. HDMI 1.4 definiu vários formatos 3D estereoscópicos, incluindo alternativa de campo (entrelaçado), empacotamento de quadro (um formato de cima para baixo de resolução total), alternativa de linha completa, lado a lado metade, lado a lado completo, 2D + profundidade e 2D + profundidade + gráficos + profundidade gráfica (WOWvx).
 HDMI 1.4 requer que os monitores 3D implementem o formato 3D de empacotamento de quadros em 720p50 e 1080p24 ou 720p60 e 1080p24. Os cabos HDMI de alta velocidade definidos em HDMI 1.3 funcionam com todos os recursos HDMI 1.4, exceto o canal HDMI Ethernet, que requer o novo cabo HDMI de alta velocidade com Ethernet definido em HDMI 1.4.
HDMI 1.4a foi lançado em 4 de março de 2010 e adicionou dois formatos 3D obrigatórios para conteúdo de transmissão, que foi adiado com HDMI 1.4 enquanto se aguarda a direção do mercado de transmissão 3D. HDMI 1.4a definiu formatos 3D obrigatórios para conteúdo de transmissão, jogos e filmes. HDMI 1.4a exige que os monitores 3D implementem o formato 3D de empacotamento de quadros em 720p50 e 1080p24 ou 720p60 e 1080p24, lado a lado horizontal em 1080i50 ou 1080i60 e superior e inferior em 720p50 e 1080p24 ou 720p60 e 1080p24.
HDMI 1.4b foi lançado em 11 de outubro de 2011, contendo apenas pequenos esclarecimentos ao documento 1.4a. HDMI 1.4b é a última versão do padrão pelo qual HDMI LA é responsável. Todas as versões futuras da especificação HDMI foram produzidas pelo HDMI Forum, criado em 25 de outubro de 2011.

### Version 2.0
HDMI 2.0, referido por alguns fabricantes como HDMI UHD, foi lançado em 4 de setembro de 2013.
HDMI 2.0 aumenta a largura de banda máxima para 18,0 Gbit/s. HDMI 2.0 usa codificação TMDS para transmissão de vídeo como as versões anteriores, proporcionando uma largura de banda de vídeo máxima de 14,4 Gbit/s. Isso permite que o HDMI 2.0 transmita vídeo 4K a 60 Hz com profundidade de cor de 24 bits/px. Outros recursos do HDMI 2.0 incluem suporte para Espaço de cores Rec. 2020, até 32 canais de áudio, frequência de amostra de áudio de até 1.536 kHz, fluxos de vídeo duplos para vários usuários na mesma tela, até quatro fluxos de áudio, subamostragem de croma 4:2:0, formatos 3D de 25 fps, suporte para a proporção de aspecto 21:9, sincronização dinâmica de fluxos de vídeo e áudio, HE-AAC e DRA padrões de áudio, capacidade 3D aprimorada e funções CEC adicionais.
HDMI 2.0a foi lançado em 8 de abril de 2015 e adicionou suporte para vídeo High Dynamic Range (HDR) com metadados estáticos.
HDMI 2.0b foi lançado em março de 2016. HDMI 2.0b inicialmente suportava o mesmo padrão HDR10 que HDMI 2.0a conforme especificado na especificação CTA-861.3. Em dezembro de 2016, suporte adicional para transporte de vídeo HDR foi adicionado ao HDMI 2.0b na especificação CTA-861-G, que estende a sinalização de metadados estáticos para incluir log-gama híbrido (HLG).

### Version 2.1
HDMI 2.1 foi anunciado oficialmente pelo HDMI Forum em 4 de janeiro de 2017, e foi lançado em 28 de novembro de 2017. Ele adiciona suporte para resoluções mais altas e taxas de atualização mais altas, incluindo 4K 120 Hz e 8K 60 Hz. O HDMI 2.1 também introduz uma nova categoria de cabo HDMI chamada Ultra High Speed (referida como 48G durante o desenvolvimento), que certifica cabos nas novas velocidades mais altas exigidas por esses formatos. Os cabos HDMI de ultra alta velocidade são compatíveis com versões anteriores de dispositivos HDMI mais antigos, e os cabos mais antigos são compatíveis com os novos dispositivos HDMI 2.1, embora a largura de banda total de 48 Gbit/s seja suportada apenas com os novos cabos.
Os seguintes recursos foram adicionados à especificação HDMI 2.1:
- O formato máximo suportado é 10K a 120 Hz
- HDR dinâmico para especificar metadados HDR cena por cena ou até mesmo quadro a quadro
  - Nota: Embora o HDMI 2.1 tenha padronizado o transporte de metadados HDR dinâmicos por HDMI, na verdade ele apenas formalizou interfaces de metadados dinâmicos já utilizadas por Dolby Vision e HDR10+ em HDMI 2.0, razão pela qual nem Dolby Vision nem HDR10+ exigem HDMI 2.1 para funcionar corretamente.[127]
- Display Stream Compression (DSC) 1.2 é usado para formatos de vídeo superiores a 8K com subamostragem de croma 4:2:0
- High Frame Rate (HFR) para 4K, 8K e 10K, que adiciona suporte para taxas de atualização de até 120 Hz
- Enhanced Audio Return Channel (eARC) para formatos de áudio baseados em objetos, como Dolby Atmos e DTS:X
- Recursos aprimorados de taxa de atualização e redução de latência:
  - A taxa de atualização variável (VRR) reduz ou elimina atrasos, interrupções e interrupções de quadros para movimentos mais fluidos nos jogos
  - O Quick Media Switching (QMS) para filmes e vídeos elimina o atraso que pode resultar em telas em branco antes do conteúdo começar a ser exibido
  - O Quick Frame Transport (QFT) reduz a latência ao distribuir imagens individuais pelo link HDMI o mais rápido possível quando o hardware do link suporta mais largura de banda do que a quantidade mínima necessária para a resolução e taxa de quadros do conteúdo. Com o QFT, as imagens individuais chegam mais cedo e alguns blocos de hardware podem ser totalmente desligados por períodos mais longos entre as imagens para reduzir a geração de calor e prolongar a vida útil da bateria.
- Modo automático de baixa latência (ALLM)  –  Quando um dispositivo de exibição suporta a opção de otimizar seu processamento de pixels para melhor latência ou melhor processamento de pixels, o ALLM permite que o dispositivo de fonte HDMI atual selecione automaticamente, com base em seu melhor entendimento da natureza de seu próprio conteúdo, qual modo o usuário provavelmente preferiria.

Formatos de vídeo que exigem mais largura de banda do que 18,0 Gbit/s (4K 60 Hz 8 bpc RGB), como 4K 60 Hz 10 bpc (HDR), 4K 120 Hz e 8K 60 Hz, podem exigir a nova "Velocidade Ultra Alta" ou Cabos "Ultra alta velocidade com Ethernet". Outros novos recursos do HDMI 2.1 são suportados pelos cabos HDMI existentes.
O aumento na largura de banda máxima é alcançado aumentando a taxa de bits dos canais de dados e o número de canais. As versões anteriores do HDMI usam três canais de dados (cada um operando a até 6,0 Gbit/s em HDMI 2.0 ou até 3,4 Gbit/s em HDMI 1.4), com um canal adicional para o sinal de clock TMDS, que funciona em uma fração do velocidade do canal de dados (um décimo da velocidade, ou até 340 MHz, para taxas de sinalização de até 3,4 Gbit/s; um quadragésimo da velocidade, ou até 150 MHz, para taxas de sinalização entre 3,4 e 6,0 Gbit/s). HDMI 2.1 dobra a taxa de sinalização dos canais de dados para 12 Gbit/s. A estrutura dos dados foi alterada para usar um novo formato baseado em pacote com um sinal de clock incorporado, que permite que o que antes era o canal de clock TMDS seja usado como um quarto canal de dados, aumentando a taxa de sinalização nesse canal para 12 Gbit/s também. Essas mudanças aumentam a largura de banda agregada de 18,0 Gbit/s (3 × 6,0 Gbit/s) para 48,0 Gbit/s (4 × 12,0 Gbit/s), uma melhoria de 2,66× na largura de banda. Além disso, os dados são transmitidos de forma mais eficiente usando um esquema de codificação 16b/18b, que utiliza uma porcentagem maior da largura de banda para dados, em vez de balanceamento DC, em comparação com o esquema TMDS usado pelas versões anteriores (88.8% em comparação com 80%). Isso, em combinação com a largura de banda de 2,66×, aumenta a taxa máxima de dados do HDMI 2.1 de 14,4 Gbit/s para 42,6 Gbit/s. Subtraindo a sobrecarga do FEC, a taxa de dados utilizável é de aproximadamente 42,0 Gbit/s, cerca de 2,92× a taxa de dados do HDMI 2.0.
A largura de banda de 48 Gbit/s fornecida pelo HDMI 2.1 é suficiente para resolução de 8K a aproximadamente 50 Hz, com cores RGB de 8 bpc ou Y′CBCR 4:4:4. Para obter formatos ainda mais altos, o HDMI 2.1 pode usar Display Stream Compression com uma taxa de compressão de até 3∶1. Usando DSC, são possíveis formatos de até 8K (7680 × 4320) 120 Hz ou 10K (10240 × 4320) 100 Hz a 8 bpc RGB/4:4:4. Usar Y′CBCR com subamostragem de croma 4:2:2 ou 4:2:0 em combinação com DSC pode permitir formatos ainda mais altos.
HDMI 2.1a foi lançado em 15 de fevereiro de 2022 e adicionou suporte para mapeamento de tons baseado em fonte (SBTM).
HDMI 2.1b foi lançado em 10 de agosto de 2023.

### Comparação de versões
A “versão” de uma conexão depende das versões das portas HDMI nos dispositivos de origem e coletor, não no cabo HDMI. As diferentes categorias de cabo HDMI afetam apenas a largura de banda (resolução máxima/taxa de atualização) da conexão. Outros recursos, como áudio, 3D, subamostragem de croma ou taxa de atualização variável, dependem apenas das versões das portas e não são afetados pelo tipo de cabo HDMI usado. A única exceção é Ethernet sobre HDMI, que requer um cabo “HDMI com Ethernet”.
Os produtos não são obrigados a implementar todos os recursos de uma versão para serem considerados compatíveis com essa versão, pois a maioria dos recursos são opcionais. Por exemplo, monitores com portas HDMI 1.4 não suportam necessariamente o clock TMDS completo de 340 MHz permitido pelo HDMI 1.4; eles são comumente limitados a velocidades mais baixas, como 300 MHz (1080p 120 Hz) ou mesmo tão baixas quanto 165 MHz (1080p 60 Hz) a critério do fabricante, mas ainda são considerados compatíveis com HDMI 1.4. Da mesma forma, recursos como profundidade de cor de 10 bpc (30 bits/px) também podem não ser suportados, mesmo que a versão HDMI permita e o monitor suporte outras interfaces, como DisplayPort.
O suporte a recursos irá, portanto, variar de dispositivo para dispositivo, mesmo dentro da mesma versão HDMI.

#### Especificações principais
|                                           | Versão HDMI                                                                                    | Versão HDMI                                  | Versão HDMI                                                   | Versão HDMI                                                            | Versão HDMI                                      |
| 1.0–1.2a                                  | 1.3–1.3a                                                                                       | 1.4–1.4b                                     | 2.0–2.0b                                                      | 2.1–2.1a                                                               |                                                  |
| ----------------------------------------- | ---------------------------------------------------------------------------------------------- | -------------------------------------------- | ------------------------------------------------------------- | ---------------------------------------------------------------------- | ------------------------------------------------ |
| Data de lançamento                        | - Dezembro de 2002 (1.0) - Maio de 2004 (1.1) - Agosto de 2005 (1.2) - Dezembro de 2005 (1.2a) | - Junho 2006 (1.3) - Novembro de 2006 (1.3a) | - Jun 2009 (1.4) - Março 2010 (1.4a) - Outubro de 2011 (1.4b) | - Setembro de 2013 (2.0) - Abril de 2015 (2.0a) - Março de 2016 (2.0b) | - Novembro de 2017 (2.1) - Fevereiro 2022 (2.1a) |
| Especificação de sinal                    |                                                                                                |                                              |                                                               |                                                                        |                                                  |
| Max. taxa de bits de transmissão (Gbit/s) | 4.95                                                                                           | 10.2                                         | 10.2                                                          | 18.0                                                                   | 48.0                                             |
| Max. taxa de dados (Gbit/s)               | 3.96                                                                                           | 8.16                                         | 8.16                                                          | 14.4                                                                   | 42.0                                             |
| Max. taxa de caracteres TMDS (MHz)        | 165(§3)                                                                                        | 340                                          | 340                                                           | 600(§6.1.1)                                                            | —                                                |
| Canais de dados                           | 3                                                                                              | 3                                            | 3                                                             | 3                                                                      | 4                                                |
| Esquema de codificação                    | TMDS(§5.1)                                                                                     | TMDS                                         | TMDS                                                          | TMDS                                                                   | 16b/18b                                          |
| Eficiência de codificação                 | 80%                                                                                            | 80%                                          | 80%                                                           | 80%                                                                    | 88.8%                                            |
| Compressão                                | –                                                                                              | –                                            | –                                                             | –                                                                      | DSC 1.2 (opcional)                               |
| Suporte ao formato de cores               |                                                                                                |                                              |                                                               |                                                                        |                                                  |
| RGB                                       | (§6.2.3)                                                                                       | Sim                                          | Sim                                                           | Sim                                                                    | Sim                                              |
| Y'CBCR 4:4:4                              | (§6.2.3)                                                                                       | Sim                                          | Sim                                                           | Sim                                                                    | Sim                                              |
| Y'CBCR 4:2:2                              | (§6.2.3)                                                                                       | Sim                                          | Sim                                                           | Sim                                                                    | Sim                                              |
| Y'CBCR 4:2:0                              | Não                                                                                            | Não                                          | Não                                                           | (§7.1)                                                                 | Sim                                              |
| Suporte para profuncidade de cor          |                                                                                                |                                              |                                                               |                                                                        |                                                  |
| 08 bpc (24 bit/px)                        | (§3)                                                                                           | Sim                                          | Sim                                                           | Sim                                                                    | Sim                                              |
| 10 bpc (30 bit/px)                        | Sim                                                                                            | Sim                                          | Sim                                                           | Sim                                                                    | Y'CBCR                                           |
| 12 bpc (36 bit/px)                        | Sim                                                                                            | Sim                                          | Sim                                                           | Sim                                                                    | Sim                                              |
| 16 bpc (48 bit/px)                        | Não                                                                                            | (§6.5)                                       | Sim                                                           | Sim                                                                    | Sim                                              |
| Suporte para espaço de cores              |                                                                                                |                                              |                                                               |                                                                        |                                                  |
| SMPTE 170M                                | (§6.7.1)                                                                                       | Sim                                          | Sim                                                           | Sim                                                                    | Sim                                              |
| ITU-R BT.601                              | (§6.7.1)                                                                                       | Sim                                          | Sim                                                           | Sim                                                                    | Sim                                              |
| ITU-R BT.709                              | (§6.7.2)                                                                                       | Sim                                          | Sim                                                           | Sim                                                                    | Sim                                              |
| sRGB                                      | Não                                                                                            | (§6.7.1.3)                                   | Sim                                                           | Sim                                                                    | Sim                                              |
| xvYCC (601 and 709)                       | Não                                                                                            | (§6.7.2.3)                                   | Sim                                                           | Sim                                                                    | Sim                                              |
| sYCC601                                   | Não                                                                                            | Não                                          | (§6.7.2.4)                                                    | Sim                                                                    | Sim                                              |
| Adobe YCC601                              | Não                                                                                            | Não                                          | (§6.7.2.5)                                                    | Sim                                                                    | Sim                                              |
| Adobe RGB (1998)                          | Não                                                                                            | Não                                          | (§6.7.2.5)                                                    | Sim                                                                    | Sim                                              |
| ITU-R BT.2020                             | Não                                                                                            | Não                                          | Não                                                           | (§7.2.2)                                                               | Sim                                              |
| Especificações de áudio                   |                                                                                                |                                              |                                                               |                                                                        |                                                  |
| Max. taxa de amostragem por canal (kHz)   | 192(§7.3)                                                                                      | 192                                          | 192                                                           | 192                                                                    | 192                                              |
| Max. taxa de amostragem agregada (kHz)    | ?                                                                                              | ?                                            | 768(§7.3)                                                     | 1536(§9.2)                                                             | 1536                                             |
| Tamanho da amostra (bits)                 | 16–24(§7.3)                                                                                    | 16–24                                        | 16–24                                                         | 16–24                                                                  | 16–24                                            |
| Máximo de canais de áudio                 | 8(§7.3.1)                                                                                      | 8                                            | 8                                                             | 32(§8.3.1)                                                             | 32                                               |
|                                           | 1.0–1.2a                                                                                       | 1.3–1.3a                                     | 1.4–1.4b                                                      | 2.0–2.0b                                                               | 2.1–2.1a                                         |
| Versão HDMI                               |                                                                                                |                                              |                                                               |                                                                        |                                                  |

1. ↑  A taxa de bits total de transmissão é igual ao número de canais de dados multiplicado pela taxa de bits por canal (dígitos binários transmitidos por segundo). Cada canal transmite um bit (dígito binário) por sinal e sinaliza a uma taxa dez vezes maior que a taxa de caracteres. Portanto, a taxa de bits de transmissão total (em Mbit/s) = 10 × (taxa de caracteres em MHz) × (nº de canais de dados).
2. ↑  Alguns dos bits transmitidos são usados para fins de codificação em vez de representar dados, portanto, a taxa na qual os dados de vídeo podem ser transmitidos através da interface HDMI é apenas uma parte da taxa de bits total.
3. ↑  A taxa de caracteres TMDS é o número de caracteres TMDS de 10 bits por segundo transmitidos através de um canal de dados HDMI. Às vezes, isso é informalmente chamado de relógio de pixel ou relógio TMDS porque esses termos já foram equivalentes nas versões anteriores do HDMI.[115](§4.2.2)
4. ↑  A codificação TMDS usa 10 bits de transmissão para enviar 8 bits de dados, portanto, apenas 80% da taxa de bits de transmissão está disponível para transferência de dados. A codificação 16b/18b usa 18 bits de largura de banda para enviar 16 bits de dados, portanto, 88,8 % da taxa de bits de transmissão está disponível para a taxa de transferência de dados.
5. ↑  Embora HDMI 1.4 não permita oficialmente subamostragem de croma 4:2:0, NVIDIA e AMD adicionaram suporte 4:2:0 às suas placas gráficas HDMI 1.4 por meio de atualizações de driver[141]
6. 1 2  HDMI 1.0–1.2a permite profundidade de cor de 10 bpc e 12 bpc somente quando o formato de cor Y'CBCR 4:2:2 é usado. Ao usar RGB ou Y'CBCR 4:4:4, somente cores de 8 bpc são permitidas.[96](§6.5)
7. ↑  sRGB com matriz BT.601, definido em IEC 61966-2-1/Emenda 1. Capaz de representar cores fora da gama[67](§6.7.2.4) à la xvYCC.[142]
8. ↑  Adobe RGB com matriz BT.601, definido em IEC 61966-2-5 Anexo A.[67](§6.7.2.4)

#### Atualização de limites de frequência para resoluções comuns
Os limites máximos para transmissão TMDS são calculados utilizando cálculos de taxa de dados padrão. Para transmissão FRL, os limites são calculados usando o algoritmo de cálculo de capacidade fornecido pela Especificação HDMI.(§6.5.6.2.1) Todos os cálculos assumem vídeo RGB não compactado com temporização CVT-RB v2. Os limites máximos podem diferir se a compressão (ou seja, DSC) ou subamostragem de croma Y′CBCR for usada.
Os fabricantes de monitores também podem usar intervalos de supressão não padrão (um formato de temporização específico do fornecedor, conforme definido na especificação HDMI(§6.1)) em vez de CVT-RB v2 para atingir frequências ainda mais altas quando a largura de banda é uma restrição. As frequências de atualização na tabela abaixo não representam o limite máximo absoluto de cada interface, mas sim uma estimativa baseada em uma fórmula de tempo padronizada moderna. Os intervalos mínimos de supressão (e, portanto, a frequência máxima exata que pode ser alcançada) dependerão do display e de quantos pacotes de dados secundários são necessários e, portanto, serão diferentes de modelo para modelo.
| Formato de vídeo | Formato de vídeo | Formato de vídeo          | Taxa de caracteres TMDS / Taxa máxima de dados                   | Taxa de caracteres TMDS / Taxa máxima de dados                   | Taxa de caracteres TMDS / Taxa máxima de dados                   | Modo de transmissão FRL/Taxa máxima de dados                     | Modo de transmissão FRL/Taxa máxima de dados                     | Modo de transmissão FRL/Taxa máxima de dados                     | Modo de transmissão FRL/Taxa máxima de dados                     | Modo de transmissão FRL/Taxa máxima de dados                     | Modo de transmissão FRL/Taxa máxima de dados                     |
| Forma abreviada  | Resolução        | Profundidade de cor (bpc) | 165 MHz TMDS                                                     | 340 MHz TMDS                                                     | 600 MHz TMDS                                                     | FRL1 (9G)                                                        | FRL2 (18G)                                                       | FRL3 (24G)                                                       | FRL4 (32G)                                                       | FRL5 (40G)                                                       | FRL6 (48G)                                                       |
| Forma abreviada  | Resolução        | Profundidade de cor (bpc) | 3.96 Gbit/s                                                      | 8.16 Gbit/s                                                      | 14.4 Gbit/s                                                      | 7.88 Gbit/s                                                      | 15.8 Gbit/s                                                      | 21.0 Gbit/s                                                      | 28.0 Gbit/s                                                      | 35.0 Gbit/s                                                      | 42.0 Gbit/s                                                      |
| Forma abreviada  | Resolução        | Profundidade de cor (bpc) | Frequência máxima de atualização com temporização CVT-RB v2 (Hz) | Frequência máxima de atualização com temporização CVT-RB v2 (Hz) | Frequência máxima de atualização com temporização CVT-RB v2 (Hz) | Frequência máxima de atualização com temporização CVT-RB v2 (Hz) | Frequência máxima de atualização com temporização CVT-RB v2 (Hz) | Frequência máxima de atualização com temporização CVT-RB v2 (Hz) | Frequência máxima de atualização com temporização CVT-RB v2 (Hz) | Frequência máxima de atualização com temporização CVT-RB v2 (Hz) | Frequência máxima de atualização com temporização CVT-RB v2 (Hz) |
| ---------------- | ---------------- | ------------------------- | ---------------------------------------------------------------- | ---------------------------------------------------------------- | ---------------------------------------------------------------- | ---------------------------------------------------------------- | ---------------------------------------------------------------- | ---------------------------------------------------------------- | ---------------------------------------------------------------- | ---------------------------------------------------------------- | ---------------------------------------------------------------- |
| 1080p            | 1920 × 1080      | 8                         | 73                                                               | 146                                                              | 246                                                              | 142                                                              | 267                                                              | 342                                                              | 434                                                              | 516                                                              | 591                                                              |
| 1080p            | 1920 × 1080      | 10                        | 59                                                               | 118                                                              | 201                                                              | 116                                                              | 221                                                              | 285                                                              | 365                                                              | 438                                                              | 505                                                              |
| 1440p            | 2560 × 1440      | 8                         |                                                                  | 85                                                               | 147                                                              | 83                                                               | 159                                                              | 208                                                              | 268                                                              | 326                                                              | 379                                                              |
| 1440p            | 2560 × 1440      | 10                        |                                                                  | 69                                                               | 119                                                              | 67                                                               | 130                                                              | 170                                                              | 221                                                              | 269                                                              | 315                                                              |
| UWQHD            | 3440 × 1440      | 8                         |                                                                  | 65                                                               | 112                                                              | 62                                                               | 121                                                              | 159                                                              | 207                                                              | 253                                                              | 297                                                              |
| UWQHD            | 3440 × 1440      | 10                        |                                                                  | 52                                                               | 90                                                               | 50                                                               | 98                                                               | 129                                                              | 169                                                              | 207                                                              | 244                                                              |
| 4K               | 3840 × 2160      | 8                         |                                                                  |                                                                  | 68                                                               | 37                                                               | 74                                                               | 98                                                               | 129                                                              | 159                                                              | 188                                                              |
| 4K               | 3840 × 2160      | 10                        |                                                                  |                                                                  | 55                                                               | 30                                                               | 60                                                               | 79                                                               | 104                                                              | 129                                                              | 153                                                              |
| 5K               | 5120 × 2880      | 8                         |                                                                  |                                                                  |                                                                  |                                                                  | 42                                                               | 56                                                               | 74                                                               | 92                                                               | 110                                                              |
| 5K               | 5120 × 2880      | 10                        |                                                                  |                                                                  |                                                                  |                                                                  | 34                                                               | 45                                                               | 60                                                               | 74                                                               | 89                                                               |
| 8K               | 7680 × 4320      | 8                         |                                                                  |                                                                  |                                                                  |                                                                  |                                                                  |                                                                  | 33                                                               | 42                                                               | 50                                                               |
| 8K               | 7680 × 4320      | 10                        |                                                                  |                                                                  |                                                                  |                                                                  |                                                                  |                                                                  |                                                                  | 34                                                               | 40                                                               |

1. ↑  165 MHz foi a taxa máxima de caracteres TMDS permitida na versão 1.2a da especificação HDMI e anteriores. Na versão 1.3, a velocidade máxima permitida foi aumentada para 340 MHz, e na versão 2.0 foi aumentada para 600 MHz. Estas são apenas as velocidades máximas permitidas pela especificação; dispositivos individuais podem ser limitados a qualquer velocidade dentro do máximo permitido.

#### Atualização de limites de frequência para vídeo padrão
HDMI 1.0 e 1.1 estão restritos à transmissão apenas de determinados formatos de vídeo,(§6.1) definido em EIA/CEA-861-B e na própria especificação HDMI.(§6.3) HDMI 1.2 e todas as versões posteriores permitem qualquer resolução e taxa de quadros arbitrárias (dentro do limite de largura de banda). Os formatos que não são suportados pela especificação HDMI (ou seja, sem temporizações padronizadas definidas) podem ser implementados como um formato específico do fornecedor. Versões sucessivas da especificação HDMI continuam a adicionar suporte para formatos adicionais (como resoluções 4K), mas o suporte adicionado é para estabelecer tempos padronizados para garantir a interoperabilidade entre produtos, não para estabelecer quais formatos são ou não permitidos. Os formatos de vídeo não requerem suporte explícito da especificação HDMI para serem transmitidos e exibidos.(§6.1)
Os produtos individuais podem ter limitações mais pesadas do que as listadas abaixo, uma vez que os dispositivos HDMI não são obrigados a suportar a largura de banda máxima da versão HDMI que implementam. Portanto, não é garantido que um monitor suporte as taxas de atualização listadas nesta tabela, mesmo que o monitor tenha a versão HDMI necessária.
A profundidade de cor não compactada de 8 bpc (24 bits/px) e o formato de cor RGB ou Y′CBCR 4:4:4 são assumidos nesta tabela, exceto onde indicado.
| Formato de vídeo | Formato de vídeo | Formato de vídeo         | Formato de vídeo         | Versão HDMI/taxa máxima de dados/categoria do cabo | Versão HDMI/taxa máxima de dados/categoria do cabo | Versão HDMI/taxa máxima de dados/categoria do cabo | Versão HDMI/taxa máxima de dados/categoria do cabo | Versão HDMI/taxa máxima de dados/categoria do cabo |
| Forma abreviada  | Resolução        | Taxa de atualização (Hz) | Taxa de dados necessária | 1.0–1.1                                            | 1.2–1.2a                                           | 1.3–1.4b                                           | 2.0–2.0b                                           | 2.1                                                |
| Forma abreviada  | Resolução        | Taxa de atualização (Hz) | Taxa de dados necessária | 3.96 Gbit/s                                        | 3.96 Gbit/s                                        | 8.16 Gbit/s                                        | 14.4 Gbit/s                                        | 42.6 Gbit/s                                        |
| Forma abreviada  | Resolução        | Taxa de atualização (Hz) | Taxa de dados necessária | Padrão                                             | Padrão                                             | High speed                                         | Premium high speed                                 | Ultra high speed                                   |
| ---------------- | ---------------- | ------------------------ | ------------------------ | -------------------------------------------------- | -------------------------------------------------- | -------------------------------------------------- | -------------------------------------------------- | -------------------------------------------------- |
| 720p             | 1280 × 720       | 30                       | 720 Mbit/s               | Sim                                                | Sim                                                | Sim                                                | Sim                                                | Sim                                                |
| 720p             | 1280 × 720       | 60                       | 1.45 Gbit/s              | Sim                                                | Sim                                                | Sim                                                | Sim                                                | Sim                                                |
| 720p             | 1280 × 720       | 120                      | 2.99 Gbit/s              | Não                                                | Sim                                                | Sim                                                | Sim                                                | Sim                                                |
| 1080p            | 1920 × 1080      | 30                       | 1.58 Gbit/s              | Sim                                                | Sim                                                | Sim                                                | Sim                                                | Sim                                                |
| 1080p            | 1920 × 1080      | 60                       | 3.20 Gbit/s              | Sim                                                | Sim                                                | Sim                                                | Sim                                                | Sim                                                |
| 1080p            | 1920 × 1080      | 120                      | 6.59 Gbit/s              | Não                                                | Não                                                | Sim                                                | Sim                                                | Sim                                                |
| 1080p            | 1920 × 1080      | 144                      | 8.00 Gbit/s              | Não                                                | Não                                                | Sim                                                | Sim                                                | Sim                                                |
| 1080p            | 1920 × 1080      | 240                      | 14.00 Gbit/s             | Não                                                | Não                                                | 4:2:0                                              | Sim                                                | Sim                                                |
| 1440p            | 2560 × 1440      | 30                       | 2.78 Gbit/s              | Não                                                | Sim                                                | Sim                                                | Sim                                                | Sim                                                |
| 1440p            | 2560 × 1440      | 60                       | 5.63 Gbit/s              | Não                                                | Não                                                | Sim                                                | Sim                                                | Sim                                                |
| 1440p            | 2560 × 1440      | 75                       | 7.09 Gbit/s              | Não                                                | Não                                                | Sim                                                | Sim                                                | Sim                                                |
| 1440p            | 2560 × 1440      | 120                      | 11.59 Gbit/s             | Não                                                | Não                                                | 4:2:0                                              | Sim                                                | Sim                                                |
| 1440p            | 2560 × 1440      | 144                      | 14.08 Gbit/s             | Não                                                | Não                                                | 4:2:0                                              | Sim                                                | Sim                                                |
| 1440p            | 2560 × 1440      | 240                      | 24.62 Gbit/s             | Não                                                | Não                                                | Não                                                | 4:2:0                                              | Sim                                                |
| 4K               | 3840 × 2160      | 30                       | 6.18 Gbit/s              | Não                                                | Não                                                | Sim                                                | Sim                                                | Sim                                                |
| 4K               | 3840 × 2160      | 60                       | 12.54 Gbit/s             | Não                                                | Não                                                | 4:2:0                                              | Sim                                                | Sim                                                |
| 4K               | 3840 × 2160      | 75                       | 15.79 Gbit/s             | Não                                                | Não                                                | 4:2:0                                              | 4:2:0                                              | Sim                                                |
| 4K               | 3840 × 2160      | 120                      | 25.82 Gbit/s             | Não                                                | Não                                                | Não                                                | 4:2:0                                              | Sim                                                |
| 4K               | 3840 × 2160      | 144                      | 31.35 Gbit/s             | Não                                                | Não                                                | Não                                                | Não                                                | Sim                                                |
| 4K               | 3840 × 2160      | 240                      | 54.84 Gbit/s             | Não                                                | Não                                                | Não                                                | Não                                                | DSC                                                |
| 5K               | 5120 × 2880      | 30                       | 10.94 Gbit/s             | Não                                                | Não                                                | 4:2:0                                              | Sim                                                | Sim                                                |
| 5K               | 5120 × 2880      | 60                       | 22.18 Gbit/s             | Não                                                | Não                                                | Não                                                | 4:2:0                                              | Sim                                                |
| 5K               | 5120 × 2880      | 120                      | 45.66 Gbit/s             | Não                                                | Não                                                | Não                                                | Não                                                | DSC                                                |
| 8K               | 7680 × 4320      | 30                       | 24.48 Gbit/s             | Não                                                | Não                                                | Não                                                | 4:2:0                                              | Sim                                                |
| 8K               | 7680 × 4320      | 60                       | 49.65 Gbit/s             | Não                                                | Não                                                | Não                                                | Não                                                | DSC                                                |
| 8K               | 7680 × 4320      | 120                      | 102.2 Gbit/s             | Não                                                | Não                                                | Não                                                | Não                                                | DSC                                                |
|                  |                  |                          |                          | 1.0–1.1                                            | 1.2–1.2a                                           | 1.3–1.4b                                           | 2.0–2.0b                                           | 2.1                                                |
| Versão HDMI      |                  |                          |                          |                                                    |                                                    |                                                    |                                                    |                                                    |

1. ↑   Profundidade de cor não compactada de 8 bpc (24 bits/px) com formato de cor RGB ou Y′CBCR 4:4:4 e temporização CVT-R2 são usados para calcular essas taxas de dados. A taxa de dados não compactados para imagens RGB em bits por segundo é calculada como bits por pixel × pixels por quadro × quadros por segundo. Pixels por quadro incluem intervalos de supressão definidos pelo CVT-R2.
2. ↑  Os cabos da categoria padrão são certificados apenas para cobrir até 1080i
3. 1 2 3 4 5 6 7 8 9 10 11  Possível usando Y′CBCR com subamostragem 4:2:0 (conforme observado)
4. 1 2 3 4  Possível usando Display Stream Compression (DSC)

#### Atualização de limites de frequência para vídeo HDR10
O HDR10 requer profundidade de cor de 10 bpc (30 bits/px), que usa 25% mais largura de banda do que o vídeo padrão de 8 bpc.
A profundidade de cor não compactada de 10 bpc e o formato de cor RGB ou Y′CBCR 4:4:4 são assumidos nesta tabela, exceto onde indicado.
| Formato de vídeo | Formato de vídeo | Formato de vídeo         | Formato de vídeo         | Versão HDMI / taxa máxima de dados | Versão HDMI / taxa máxima de dados |
| Forma abreviada  | Resolução        | Taxa de atualização (Hz) | Taxa de dados necessária | 2.0a–2.0b                          | 2.1                                |
| Forma abreviada  | Resolução        | Taxa de atualização (Hz) | Taxa de dados necessária | 14.4 Gbit/s                        | 42.6 Gbit/s                        |
| ---------------- | ---------------- | ------------------------ | ------------------------ | ---------------------------------- | ---------------------------------- |
| 1080p            | 1920 × 1080      | 60                       | 4.00 Gbit/s              | Sim                                | Sim                                |
| 1080p            | 1920 × 1080      | 120                      | 8.24 Gbit/s              | Sim                                | Sim                                |
| 1080p            | 1920 × 1080      | 144                      | 10.00 Gbit/s             | Sim                                | Sim                                |
| 1080p            | 1920 × 1080      | 240                      | 17.50 Gbit/s             | 4:2:0                              | Sim                                |
| 1440p            | 2560 × 1440      | 60                       | 7.04 Gbit/s              | Sim                                | Sim                                |
| 1440p            | 2560 × 1440      | 100                      | 11.96 Gbit/s             | Sim                                | Sim                                |
| 1440p            | 2560 × 1440      | 120                      | 14.49 Gbit/s             | 4:2:0                              | Sim                                |
| 1440p            | 2560 × 1440      | 144                      | 17.60 Gbit/s             | 4:2:0                              | Sim                                |
| 1440p            | 2560 × 1440      | 240                      | 30.77 Gbit/s             | Não                                | Sim                                |
| 4K               | 3840 × 2160      | 50                       | 13.00 Gbit/s             | Sim                                | Sim                                |
| 4K               | 3840 × 2160      | 60                       | 15.68 Gbit/s             | 4:2:0                              | Sim                                |
| 4K               | 3840 × 2160      | 120                      | 32.27 Gbit/s             | Não                                | Sim                                |
| 4K               | 3840 × 2160      | 144                      | 39.19 Gbit/s             | Não                                | Sim                                |
| 5K               | 5120 × 2880      | 30                       | 13.67 Gbit/s             | Sim                                | Sim                                |
| 5K               | 5120 × 2880      | 60                       | 27.72 Gbit/s             | 4:2:0                              | Sim                                |
| 5K               | 5120 × 2880      | 120                      | 57.08 Gbit/s             | Não                                | DSC                                |
| 8K               | 7680 × 4320      | 30                       | 30.60 Gbit/s             | Não                                | Sim                                |
| 8K               | 7680 × 4320      | 60                       | 62.06 Gbit/s             | Não                                | DSC                                |
| 8K               | 7680 × 4320      | 120                      | 127.75 Gbit/s            | Não                                | DSC                                |
|                  |                  |                          |                          | 2.0a–2.0b                          | 2.1                                |
| Versão HDMI      |                  |                          |                          |                                    |                                    |

1. ↑   Profundidade de cor não compactada de 10 bpc (30 bits/px) com formato de cor RGB ou Y′CBCR 4:4:4 e temporização CVT-R2 são usados para calcular essas taxas de dados. A taxa de dados não compactados para imagens RGB em bits por segundo é calculada como bits por pixel × pixels por quadro × quadros por segundo. Pixels por quadro incluem intervalos de supressão definidos pelo CVT-R2.
2. 1 2 3 4 5  Possível usando Y′CBCR com subamostragem 4:2:0 (conforme observado)
3. 1 2 3  Possível usando Y′CBCR com subamostragem 4:2:0 (conforme observado)

#### Suporte a recursos
Os recursos definidos na especificação HDMI que um dispositivo HDMI pode implementar estão listados abaixo. Para interesse histórico, também está listada a versão da especificação HDMI na qual o recurso foi adicionado pela primeira vez. Todos os recursos da especificação HDMI são opcionais; Os dispositivos HDMI podem implementar qualquer combinação desses recursos.
Embora os "números de versão HDMI" sejam comumente usados indevidamente como forma de indicar que um dispositivo suporta determinados recursos, esta notação não tem significado oficial e é considerada inadequada pelo licenciamento HDMI. Não há correlação oficialmente definida entre os recursos suportados por um dispositivo e quaisquer "números de versão" reivindicados, já que os números de versão referem-se a edições históricas do documento de especificação HDMI, não a classes específicas de dispositivos HDMI. Os fabricantes estão proibidos de descrever seus dispositivos usando números de versão HDMI e são obrigados a identificar o suporte para recursos listando o suporte explícito para eles, mas o fórum HDMI recebeu críticas por falta de aplicação dessas políticas.
- Disco Blu-ray Full HD e vídeo HD DVD (versão 1.0)[a]
- Consumer Electronic Control (CEC) (versão 1.0)[b]
- DVD-Audio (version 1.1)[c]
- Super Audio CD (DSD) (versão 1.2)
- Correção automática de Lip-Sync (versão 1.3)
- Compatível com fluxo de dados Dolby TrueHD / DTS-HD Master Audio bitstream capable (versão 1.3)
- Lista atualizada de comandos CEC (versão 1.3a)[d]
- 3D video (versão 1.4)[105]
- Canal Ethernet (100 Mbit/s) (versão 1.4)
- Audio return channel (ARC) (versão 1.4)
- 4 audio streams (versão 2.0)[119]
- Dual View (versão 2.0)[119]
- Quantizador percetual HDR EOTF (SMPTE ST 2084) (versão 2.0a)[151]
- Hybrid log–gamma (HLG) HDR EOTF (versão 2.0a)[119][123][124]
- Metadados HDR estáticos (SMPTE ST 2086) (versão 2.0a)
- Metadados HDR dinâmicos (SMPTE ST 2094) (versão 2.0b)
- Enhanced audio return channel (eARC) (versão 2.1)
- Taxa de atualização variável (VRR) (versão 2.1)
- Quick Media Switching (QMS) (versão 2.1)
- Quick Frame Transport (QFT) (versão 2.1)
- Modo Auto Low Latency (ALLM) (versão 2.1)
- Display Stream Compression (DSC) (versão 2.1)
- Mapeamento de tons baseado em fonte (SBTM) (versão 2.1a)[131]

1. ↑  Mesmo para um codec de áudio compactado que um determinado dispositivo HDMI não pode transportar, o dispositivo de origem pode ser capaz de decodificar o codec de áudio e transmitir o áudio como LPCM não compactado.
2. ↑  CEC está na especificação HDMI desde a versão 1.0, mas só começou a ver implementação em produtos eletrônicos de consumo em 2008[149][150]
3. ↑  Mesmo para um codec de áudio compactado que uma determinada versão HDMI não pode transportar, o dispositivo de origem pode ser capaz de decodificar o codec de áudio e transmitir o áudio como LPCM não compactado.
4. ↑  Grande número de acréscimos e esclarecimentos para comandos CEC. Uma adição é o comando CEC, permitindo o controle de volume de um receptor AV.[6](§CEC-1.3)

#### Display Stream Compression
Display Stream Compression (DSC) é um algoritmo de compressão de vídeo desenvolvido pela VESA, projetado para permitir maiores resoluções de exibição e taxas de quadros em interfaces físicas existentes e tornar os dispositivos menores e mais leves, com maior duração da bateria.

## Aplicações

### Leitores de Blu-ray Disc e HD DVD
Blu-ray Disc e HD DVD, lançados em 2006, oferecem recursos de áudio de alta fidelidade que requerem HDMI para melhores resultados. HDMI 1.3 pode transportar fluxos de bits Dolby Digital Plus, Dolby TrueHD e DTS-HD Master Audio em formato compactado.(§7) Esta capacidade permite que um receptor AV com o decodificador necessário decodifique o fluxo de áudio compactado. A especificação Blu-ray não inclui vídeo codificado com cores profundas ou xvYCC; portanto, o HDMI 1.0 pode transferir discos Blu-ray com qualidade de vídeo total.
A especificação HDMI 1.4 (lançada em 2009) adicionou suporte para vídeo 3D e é usada por todos os players compatíveis com Blu-ray 3D.
Os porta-vozes da Blu-ray Disc Association (BDA) declararam (setembro de 2014 na feira IFA em Berlim, Alemanha) que os leitores Blu-ray, Ultra HD e discos 4K deverão estar disponíveis a partir do segundo semestre de 2015. Prevê-se que esses reprodutores Blu-ray UHD deverão incluir uma saída HDMI 2.0 que suporte HDCP 2.2.
O Blu-ray permite a decodificação de áudio secundária, por meio da qual o conteúdo do disco pode dizer ao reprodutor para misturar várias fontes de áudio antes da saída final. Alguns reprodutores de Blu-ray e HD DVD podem decodificar todos os codecs de áudio internamente e podem emitir áudio LPCM por HDMI. LPCM multicanal pode ser transportado por uma conexão HDMI e, desde que o receptor AV implemente áudio LPCM multicanal por HDMI e implemente HDCP, a reprodução de áudio será igual em resolução à saída HDMI 1.3 bitstream. Alguns receptores AV de baixo custo, como o Onkyo TX-SR506, não permitem processamento de áudio por HDMI e são rotulados como dispositivos de "passagem HDMI". Praticamente todos os receptores AV modernos oferecem agora entradas e saídas HDMI 1.4 com processamento para todos os formatos de áudio oferecidos por discos Blu-ray e outras fontes de vídeo HD. Durante 2014, vários fabricantes lançaram receptores AV premium que incluem uma ou várias entradas HDMI 2.0 junto com saída(s) HDMI 2.0. No entanto, só em 2015 a maioria dos principais fabricantes de receptores AV também suportou HDCP 2.2 conforme necessário para suportar certas fontes de vídeo UHD de alta qualidade, como reprodutores Blu-ray UHD.

### Câmeras digitais e filmadoras
A maioria das filmadoras de consumo, assim como muitas câmeras digitais, são equipadas com um conector mini-HDMI (conector tipo C).
Algumas câmeras também possuem capacidade 4K, embora as câmeras capazes de vídeo HD geralmente incluam uma interface HDMI para reprodução ou até mesmo visualização ao vivo, o processador de imagem e o processador de vídeo das câmeras utilizáveis para vídeo não compactado devem ser capazes de fornecer a resolução total da imagem no especificado, taxa de quadros em tempo real sem que nenhum quadro perdido cause jitter. Portanto, o vídeo não compactado utilizável fora do HDMI é frequentemente chamado de "HDMI limpo".

### Computadores pessoais
Computadores pessoais (PCs) com interface DVI são capazes de enviar vídeo para um monitor habilitado para HDMI.(appx. C) Alguns PCs incluem uma interface HDMI e também podem ter saída de áudio HDMI, dependendo do hardware específico. Por exemplo, os chipsets da placa-mãe da Intel desde o 945G e os chipsets da placa-mãe GeForce 8200/8300 da NVIDIA são capazes de saída LPCM de 8 canais via HDMI. A saída de áudio LPCM de oito canais sobre HDMI com uma placa de vídeo foi vista pela primeira vez com a ATI Radeon HD 4850, que foi lançada em junho de 2008 e é implementada por outras placas de vídeo da série ATI Radeon HD 4000. O Linux pode conduzir áudio LPCM de 8 canais por HDMI se a placa de vídeo tiver o hardware necessário e implementar a Advanced Linux Sound Architecture (ALSA). A série ATI Radeon HD 4000 implementa ALSA. A Cyberlink anunciou em junho de 2008 que atualizaria seu software de reprodução PowerDVD para permitir a decodificação de áudio de disco Blu-ray de 192 kHz/24 bits no terceiro e quarto trimestre de 2008. O WinDVD 9 Plus da Corel atualmente tem 96 Decodificação de áudio de disco Blu-ray de kHz/24 bits.
Mesmo com uma saída HDMI, um computador pode não ser capaz de produzir sinais que implementem HDCP, Caminho de Vídeo Protegido da Microsoft ou Caminho de Áudio Protegido da Microsoft. Várias placas gráficas antigas foram rotuladas como "habilitadas para HDCP", mas não tinham o hardware necessário para HDCP; isso incluiu algumas placas gráficas baseadas no chipset ATI X1600 e certos modelos da série NVIDIA Geforce 7900. Os primeiros monitores de computador capazes de processar HDCP foram lançados em 2005; em fevereiro de 2006, uma dúzia de modelos diferentes foram lançados. O caminho de vídeo protegido foi habilitado em placas gráficas com capacidade HDCP, pois era necessário para saída de vídeo Blu-ray Disc e HD DVD. Em comparação, o caminho de áudio protegido era necessário apenas se um fluxo de bits de áudio sem perdas (como Dolby TrueHD ou DTS-HD MA) fosse produzido. O áudio LPCM não compactado, entretanto, não requer um caminho de áudio protegido, e programas de software como PowerDVD e WinDVD podem decodificar Dolby TrueHD e DTS-HD MA e produzi-lo como LPCM. Uma limitação é que se o computador não implementar um caminho de áudio protegido, o áudio deverá ser reduzido para 16 bits 48 kHz, mas ainda poderá ser emitido em até 8 canais. Nenhuma placa gráfica foi lançada em 2008 que implementasse o caminho de áudio protegido.
A Asus Xonar HDAV1.3 se tornou a primeira placa de som HDMI que implementou o Protected Audio Path e pode transmitir bitstream e decodificar áudio sem perdas (Dolby TrueHD e DTS-HD MA), embora o bitstreaming só esteja disponível se você usar o software ArcSoft TotalMedia Theatre. Possui entrada/saída HDMI 1.3 e a Asus afirma que pode funcionar com a maioria das placas de vídeo do mercado.

As interfaces legadas, como VGA, DVI e LVDS, não acompanharam o ritmo, e os padrões mais recentes, como DisplayPort e HDMI, fornecem claramente as melhores opções de conectividade no futuro. Em nossa opinião, DisplayPort 1.2 é a futura interface para monitores de PC, junto com HDMI 1.4a para conectividade de TV.

«Leading PC Companies Move to All Digital Display Technology, Phasing out Analog». Intel. 8 de dezembro de 2010. Consultado em 9 de setembro de 2023. Cópia arquivada em 12 de dezembro de 2010
Em setembro de 2009, a AMD anunciou as placas de vídeo da série ATI Radeon HD 5000, que possuem saída HDMI 1.3 (cor profunda, capacidade de ampla gama xvYCC e áudio de alta taxa de bits), LPCM de 8 canais sobre HDMI e um controlador de áudio HD integrado com um Caminho de áudio protegido que permite saída de fluxo de bits por HDMI para formatos AAC, Dolby AC-3, Dolby TrueHD e DTS-HD Master Audio. A ATI Radeon HD 5870 lançada em setembro de 2009 é a primeira placa de vídeo que permite saída bitstream por HDMI para Dolby TrueHD e DTS-HD Master Audio. A série AMD Radeon HD 6000 implementa HDMI 1.4a. A série AMD Radeon HD 7000 implementa HDMI 1.4b.
Em dezembro de 2010, foi anunciado que vários fornecedores de computadores e fabricantes de monitores, incluindo Intel, AMD, Dell, Lenovo, Samsung e LG, parariam de usar LVDS (na verdade, FPD-Link) a partir de 2013 e conectores DVI e VGA legados a partir de 2015, substituindo-los com DisplayPort e HDMI.
Em 27 de agosto de 2012, a Asus anunciou um novo monitor de 27 pol. (69 cm) que produz sua resolução nativa de 2560×1440 via HDMI 1.4.
Em 18 de setembro de 2014, a Nvidia lançou a GeForce GTX 980 e GTX 970 (com chip GM204) com suporte para HDMI 2.0. Em 22 de janeiro de 2015, a GeForce GTX 960 (com chip GM206) foi lançada com suporte para HDMI 2.0. Em 17 de março de 2015, a GeForce GTX TITAN X (GM200) foi lançada com suporte para HDMI 2.0. Em 1º de junho de 2015, a GeForce GTX 980 Ti (com chip GM200) foi lançada com suporte para HDMI 2.0. Em 20 de agosto de 2015, a GeForce GTX 950 (com chip GM206) foi lançada com suporte para HDMI 2.0.
Em 6 de maio de 2016, a Nvidia lançou a GeForce GTX 1080 (GPU GP104) com suporte para HDMI 2.0b.
Em 1º de setembro de 2020, a Nvidia lançou a série GeForce RTX 30, as primeiras placas gráficas discretas do mundo com suporte para largura de banda completa de 48 Gbit/s com Display Stream Compression 1.2 de HDMI 2.1.

### Consolas de jogos
Começando com a sétima geração de consoles de videogame, a maioria dos consoles oferece suporte a HDMI. Os consoles de videogame que suportam HDMI incluem Xbox 360 (1.2a), Xbox One (1.4b), Xbox One S (2.0a), Xbox One X (2.0b), PlayStation 3 (1.3a), PlayStation 4 (1.4b), PlayStation 4 Pro (2.0a), Wii U (1.4a), Nintendo Switch (1.4b), Nintendo Switch (modelo OLED) (2.0a), Xbox Series X e Series S (2.1) e PlayStation 5 (2.1).

### Tablets

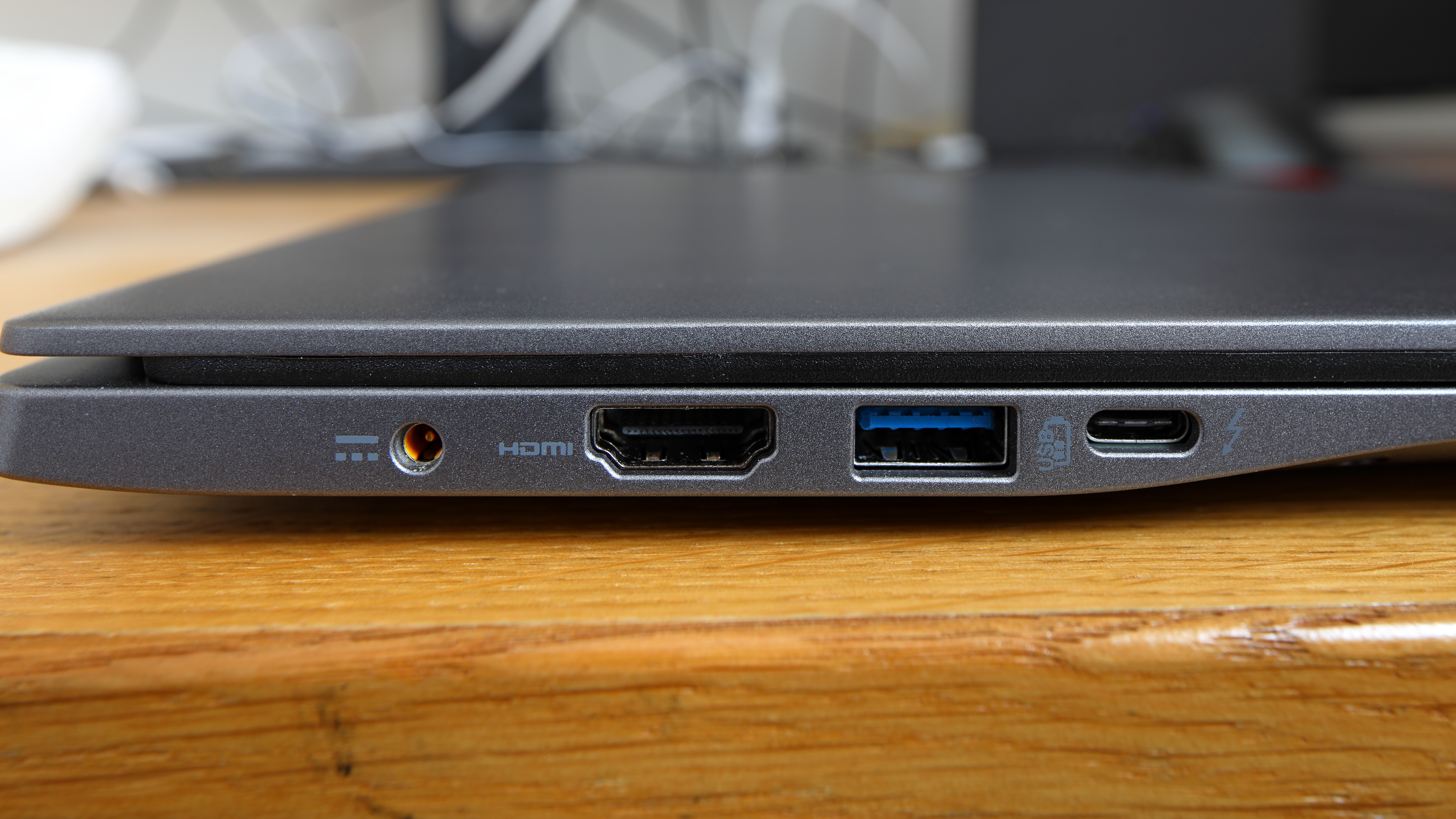
Uma porta HDMI na lateral de um laptop

Alguns tablets implementam HDMI usando porta Micro-HDMI (Tipo D), enquanto outros, como o Eee Pad Transformer, implementam o padrão usando portas mini-HDMI (tipo C). Todos os modelos de iPad possuem um adaptador A/V especial que converte o conector Lightning da Apple em uma porta HDMI padrão (Tipo A). A Samsung possui uma porta proprietária semelhante de trinta pinos para o Galaxy Tab 10.1 que pode se adaptar tanto a HDMI quanto a unidades USB. O híbrido smartphone/tablet Dell Streak 5 é capaz de transmitir por HDMI. Embora o Streak use uma porta PDMI, uma base separada adiciona compatibilidade HDMI. Alguns tablets com sistema operacional Android fornece saída HDMI usando uma porta mini-HDMI (tipo C). A maioria dos novos laptops e desktops agora também possui HDMI integrado.

### Celulares
Muitos telefones celulares podem produzir uma saída de vídeo HDMI através de um conector micro-HDMI, SlimPort, MHL ou outro adaptador.

### Compatibilidade legada
HDMI só pode ser usado com dispositivos analógicos mais antigos (usando conexões como SCART, VGA, RCA, etc.) por meio de um conversor digital para analógico ou receptor AV, pois a interface não transporta nenhum sinal analógico (ao contrário DVI, onde dispositivos com portas DVI-I aceitam ou fornecem sinais digitais ou analógicos). Estão disponíveis cabos que contêm os componentes eletrônicos necessários, mas é importante distinguir esses cabos conversores ativos dos cabos passivos HDMI para VGA (que normalmente são mais baratos porque não incluem nenhum componente eletrônico). Os cabos passivos são apenas útil se um usuário tiver um dispositivo que esteja gerando ou esperando sinais HDMI em um conector VGA ou sinais VGA em um conector HDMI; este é um recurso não padrão, não implementado pela maioria dos dispositivos.

## Modo alternativo HDMI para USB tipo C
O modo alternativo HDMI para USB-C permite que fontes habilitadas para HDMI com um conector USB-C se conectem diretamente a dispositivos de exibição HDMI padrão, sem a necessidade de um adaptador. O padrão foi lançado em setembro de 2016 e suporta todos os recursos HDMI 1.4b, como resoluções de vídeo de até Ultra HD 30 Hz e CEC. Anteriormente, o modo alternativo DisplayPort semelhante poderia ser usado para conectar monitores HDMI a partir de fontes USB Type-C, mas onde, nesse caso, adaptadores ativos eram necessários para converter de DisplayPort para HDMI, o modo alternativo HDMI se conecta ao monitor nativamente.
O Modo Alternativo reconfigura os quatro pares diferenciais SuperSpeed presentes no USB-C para transportar os três canais HDMI TMDS e o sinal do clock. Os dois pinos de uso de banda lateral (SBU1 e SBU2) são usados para transportar Ethernet HDMI e canal de retorno de áudio e a funcionalidade Hot Plug Detect (pino HEAC+/Utilitário e pino HEAC-/HPD). Como não há pinos reconfiguráveis suficientes restantes no USB-C para acomodar o clock DDC (SCL), dados DDC (SDA) e CEC – esses três sinais são interligados entre a fonte HDMI e o coletor por meio do USB Power Delivery 2.0 (USB- PD) e são transportados pelo fio do canal de configuração USB-C (CC). Isso é possível porque o cabo é marcado eletronicamente (ou seja, contém um nó USB-PD) que serve para encapsular o DDC e o CEC da fonte através do Canal de Configuração até o nó no cabo, essas mensagens USB-PD são recebidas e retransmitido para o coletor HDMI como DDC regenerado (sinais SCL e SDA) ou sinais CEC.
Conforme declarado na CES em janeiro de 2023, o modo alternativo HDMI para USB Type-C não está mais sendo atualizado, pois não há produtos conhecidos que utilizem este protocolo, reduzindo sua relevância no mercado atual. Isso reduzirá a confusão do consumidor, já que o modo alternativo DisplayPort é o principal protocolo de vídeo preferido em relação ao USB-C.

## Relacionamento com DisplayPort

Logotipo DisplayPort de modo duplo

A interface de áudio/vídeo DisplayPort foi introduzida em maio de 2006. Historicamente, a HDMI Licensing LLC desdenhou publicamente a posição da DisplayPort na indústria, com seu presidente afirmando em uma entrevista de 2009 que "certamente existem alguns PCs que possuem conectores DisplayPort, mas estas são aplicações de nicho que não se consolidaram no mercado."
Nos últimos anos, os conectores DisplayPort tornaram-se um recurso comum em produtos premium monitores, computadores desktop e placas de vídeo; a maioria das empresas que produzem equipamentos DisplayPort estão no setor de informática. O site DisplayPort afirma que se espera que o DisplayPort complemente o HDMI, mas a partir de 2016 100% das TVs HD e UHD tinham conectividade HDMI. DisplayPort suportava alguns recursos avançados que são úteis para criadores de conteúdo multimídia e jogadores (por exemplo, 5K, Adaptive-Sync), razão pela qual a maioria das GPUs possui DisplayPort. Esses recursos foram adicionados à especificação HDMI oficial um pouco mais tarde, mas com a introdução do HDMI 2.1, essas lacunas já foram niveladas (por exemplo, VRR/Taxa de atualização variável).
DisplayPort usa um protocolo baseado em micro-pacotes com clock automático que permite um número variável de pistas de pares diferenciais, bem como alocação flexível de largura de banda entre áudio e vídeo, e permite encapsular formatos de áudio compactado multicanal no fluxo de áudio. DisplayPort 1.2 suporta múltiplos fluxos de áudio/vídeo, taxa de atualização variável (FreeSync) e transmissores de modo duplo compatíveis com HDMI 1.2 ou 1.4. A revisão 1.3 aumenta a largura de banda de transmissão geral para 32,4 Gbit/s com o novo modo HBR3 apresentando 8,1 Gbit/s por pista; requer modo duplo com compatibilidade obrigatória com HDMI 2.0 e HDCP 2.2. A revisão 1.4 adicionou Display Stream Compression (DSC), suporte para o espaço de cores BT.2020 e extensões HDR10 do CTA-861.3, incluindo metadados estáticos e dinâmicos. A revisão 1.4a foi publicada em abril de 2018, atualizando a implementação DSC do DisplayPort de 1.2 para 1.2a. A revisão 2.0 aumentou a largura de banda geral de 25,92 para 77,37 Gbit/s, permitindo maiores resoluções e taxas de atualização, aumentando as resoluções e taxas de atualização com suporte HDR e outras melhorias relacionadas. A revisão 2.1 foi publicada em outubro de 2022, incorporando as novas certificações de cabos DP40 e DP80, que exigem operação adequada nas velocidades UHBR10 (40 Gbit/s) e UHBR20 (80 Gbit/s) introduzidas na versão 2.0, e um recurso de gerenciamento de largura de banda para permite que o tunelamento DisplayPort coexista com outro tráfego de dados de E/S de forma mais eficiente por meio de uma conexão USB4/USB Type-C.
O DisplayPort possui um mecanismo de detecção de adaptador que permite a operação em modo duplo e a transmissão de sinais TMDS, permitindo a conversão para sinais DVI e HDMI 1.2/1.4/2.0 usando um adaptador passivo. O mesmo conector externo é usado para ambos os protocolos – quando um adaptador passivo DVI/HDMI é conectado, o circuito do transmissor muda para o modo TMDS. As portas e cabos/adaptadores de modo duplo DisplayPort são normalmente marcados com o logotipo DisplayPort++. As portas Thunderbolt com conector mDP também suportam adaptadores/cabos HDMI passivos de modo duplo. A conversão para DVI de link duplo e vídeo componente (VGA/YPbPr) requer adaptadores com alimentação ativa.
O conector USB 3.1 Tipo C é cada vez mais o conector de vídeo padrão, substituindo conectores de vídeo legados como mDP, Thunderbolt, HDMI e VGA em dispositivos móveis. Os conectores USB-C podem transmitir vídeo DisplayPort para docks e monitores usando cabos USB tipo C padrão ou cabos e adaptadores Tipo C para DisplayPort; USB-C também oferece suporte a adaptadores HDMI que convertem ativamente de DisplayPort para HDMI 1.4 ou 2.0. A especificação DisplayPort Alternate Mode para USB Type-C foi publicada em 2015. Os chipsets USB Type-C não são obrigados a incluir o modo duplo, portanto, os adaptadores DP-HDMI passivos não funcionam com fontes Type-C. Uma especificação para "Modo alternativo HDMI para USB Type-C" foi lançada em 2016, mas foi descontinuada em 2023, com a HDMI Licencing Administration afirmando que sabia que nenhum adaptador havia sido produzido.
DisplayPort é isento de royalties, embora o administrador do pool de patentes Via LA tente cobrar uma taxa de US$ 0,20 por dispositivo para uma licença em massa para patentes que considera essenciais para a especificação DisplayPort, enquanto HDMI tem uma taxa anual de US$ 10.000 e um taxa de royalties por unidade entre US$ 0,04 e US$ 0,15.
O HDMI teve algumas vantagens sobre o DisplayPort, como a capacidade de transportar sinais Consumer Electronics Control (CEC) desde sua primeira geração (DisplayPort 1.3, lançado em 2014, é a primeira geração DisplayPort que pode transportar sinais CEC).

## Relacionamento com MHL
Mobile High-Definition Link (MHL) é uma adaptação do HDMI destinada a conectar dispositivos móveis, como smartphones e tablets, a televisores e monitores de alta definição (HDTVs). Ao contrário do DVI, que é compatível com HDMI usando apenas cabos e adaptadores passivos, o MHL exige que o soquete HDMI seja habilitado para MHL, caso contrário, um adaptador ativo (ou dongle) é necessário para converter o sinal para HDMI. O MHL é desenvolvido por um consórcio de cinco fabricantes de eletrônicos de consumo, vários dos quais também estão por trás do HDMI.
O MHL reduz os três canais TMDS em uma conexão HDMI padrão para um único canal executado em qualquer conector que forneça pelo menos cinco pinos. Isso permite que conectores existentes em dispositivos móveis  –  como micro-USB  –  sejam usados, evitando a necessidade de soquetes de saída de vídeo dedicados adicionais. A porta USB muda para o modo MHL quando detecta que um dispositivo compatível está conectado.
Além dos recursos em comum com o HDMI (como vídeo de alta definição não compactado criptografado HDCP e som surround de oito canais), o MHL também adiciona o fornecimento de carregamento de energia para o dispositivo móvel durante o uso e também permite que o controle remoto da TV controlá-lo. Embora o suporte para esses recursos adicionais exija conexão a uma porta HDMI habilitada para MHL, o carregamento de energia também pode ser fornecido ao usar adaptadores MHL para HDMI ativos (conectados a portas HDMI padrão), desde que haja uma conexão de alimentação separada para o adaptador.
Assim como o HDMI, o MHL define um modo alternativo USB-C para oferecer suporte ao padrão MHL em conexões USB-C.
A versão 1.0 suportava 720p/1080i 60 Hz (codificação RGB/4:4:4 pixels) com uma largura de banda de 2,25 Gbit/s. As versões 1.3 e 2.0 adicionaram suporte para 1080p 60 Hz (Y′CBCR 4:2:2) com largura de banda de 3 Gbit/s no modo PackedPixel. A versão 3.0 aumentou a largura de banda para 6 Gbit/s para suportar vídeo Ultra HD (3840 × 2160) de 30 Hz, e também mudou de baseado em quadros, como HDMI, para baseado em pacotes. A quarta versão, superMHL, aumentou a largura de banda operando em vários pares diferenciais TMDS (até um total de seis), permitindo um máximo de 36 Gbit/s. As seis pistas são suportadas por um conector superMHL reversível de 32 pinos, enquanto quatro pistas são suportadas pelo modo alternativo USB-C (apenas uma única pista é suportada por micro-USB/HDMI). Display Stream Compression (DSC) é usado para permitir vídeo HDR de até 8K Ultra HD (7680 × 4320) de 120 Hz e para suportar vídeo Ultra HD de 60 Hz em uma única faixa.